# Lista de rodovias estaduais de São Paulo
Esta lista de rodovias estaduais do Estado de São Paulo abrange os 22 mil quilômetros, aproximadamente, do sistema rodoviário estadual, tornando-o o maior sistema estadual de transporte rodoviário do Brasil. Essa rede é interligada a 15 mil quilômetros de rodovias municipais e 900 quilômetros de rodovias federais, totalizando mais de 35 mil quilômetros de estradas no estado. Mais de 90% da população paulista vive a cerca de cinco quilômetros de uma estrada pavimentada.

## Administração do sistema
São Paulo possui o maior número de estradas duplicadas da América Latina e, de acordo com a Pesquisa CNT de Rodovias 2024, realizada pela Confederação Nacional do Transporte, o sistema rodoviário do estado é o melhor do país, com 40,6% de suas estradas na categoria "Estado Geral" classificadas como "Ótimo", a melhor condição possível nos parâmetros da avaliação. A pesquisa também apontou que das 10 melhores rodovias brasileiras, nove são paulistas. O sistema rodoviário paulista, entretanto, é criticado pelo alto custo imposto aos seus usuários. Segundo o portal de notícias G1, o Estado tem a tarifa mais cara do país, estipulada em R$36,40 para trafegar pelo Sistema Anchieta-Imigrantes.
A responsabilidade pela construção, manutenção, expansão, gestão e exploração das estradas paulistas é dividida pelas seguintes entidades:
- DER-SP (Departamento de Estradas de Rodagem): uma autarquia estadual, ligada à Secretaria de Transportes do Estado;[6]
- DNIT (Departamento Nacional de Infraestrutura de Transportes): uma autarquia federal, sob responsabilidade do Ministério dos Transportes, responsável pelas rodovias federais não concedidas que atravessam o Estado;
- Municípios: responsáveis pelas estradas municipais e vicinais;
- Concessionárias: responsáveis pelas rodovias concedidas através de leilões feitos tanto pelo Governo Federal quanto pelo Governo Estadual.

### Dados
| Tipo de rodovia                 | Tipo de rodovia | DER (km)   | Concessões (km) | Total estadual (km) | Federal (km) | MunicipalL (km) | Total (km)  |
| ------------------------------- | --------------- | ---------- | --------------- | ------------------- | ------------ | --------------- | ----------- |
| Eixo                            | Duplicada       | 763,542    | 4.656,506       | 5.420,048           | 535,620      | 37,190          | 5.992,858   |
| Eixo                            | Implantada      | 741,664    | 0,000           | 741,664             | 0,000        | 161.185,068     | 161.926,732 |
| Eixo                            | Pavimentada     | 8.307,001  | 2.161,879       | 10.468,880          | 357,360      | 15.239,811      | 26.066,051  |
| Subtotal                        | Subtotal        | 9.812,207  | 6.818,385       | 16.630,592          | 892,980      | 176.462,069     | 193.985,641 |
| Acesso, Interligação e Contorno | Duplicada       | 164,282    | 184,411         | 348,693             | 0,000        | 32,821          | 381,514     |
| Acesso, Interligação e Contorno | Implantada      | 217,050    | 24,000          | 241,050             | 0,000        | 24,299          | 265,349     |
| Acesso, Interligação e Contorno | Pavimentada     | 1.497,989  | 547,969         | 2.045,958           | 0,230        | 155,299         | 2.201,487   |
| Subtotal                        | Subtotal        | 1.879,321  | 756,38          | 2.635,701           | 0,230        | 212,419         | 2.848,350   |
| Dispositivos                    | Dispositivos    | 1.245,463  | 1.796,194       | 3.041,657           | 4,934        | 6,046           | 3.052,637   |
| Total                           | Total           | 12.936,991 | 9.370,959       | 22.307,950          | 898,144      | 176.680,534     | 199.886,628 |

### Concessões
Com a promulgação da Lei Estadual n.º 9.361, em 5 de julho de 1996, o Governo do Estado instituiu um extenso programa de concessão pública de infraestruturas rodoviárias para gestão e exploração econômica, conhecido como Programa Estadual de Desestatização. A partir dessa iniciativa, parte das rodovias sob a jurisdição pública passou a ser administrada por empresas privadas. Para a implementação do Programa, a rede viária foi dividida em 12 seções, totalizando 3,5 mil quilômetros, interligando 168 municípios que abrigam aproximadamente 20 milhões de habitantes, representando cerca de 54% da população do estado.
Desde então, novos lotes e projetos de concessão foram adicionados ao Programa, a fim de expandir sua abrangência e a quantidade de ativos concedidos. Em 2023, essa iniciativa foi incorporada ao Programa de Parcerias de Investimentos (PPI-SP), sob administração da Secretaria de Parcerias em Investimentos, responsável pela modelagem e execução dos projetos de concessão. A fiscalização dos contratos, no entanto, compete à ARTESP, autarquia estadual de fiscalização dos serviços de transporte.

#### Concessionárias
As concessionárias que administram rodovias no estado são:
- Lote 01 - AutoBAn (grupo Motiva)
- Lote 03 - TEBE
- Lote 06 - Intervias (grupo Arteris)
- Lote 07 - Rota das Bandeiras
- Lote 11 - Renovias (40% de participação acionária do grupo Motiva)[12]
- Lote 12 - ViaOeste (grupo Motiva)
- Lote 13 - Colinas (grupo Via Appia)
- Lote 16 - CART
- Lote 19 - ViaRondon
- Lote 20 - SPVias (grupo Motiva)
- Lote 21 - Rodovias do Tietê (50% de participação acionária do grupo Via Appia)[13][14]
- Lote 22 - EcoVias (grupo EcoRodovias)
- Lote 23 - EcoPistas (grupo EcoRodovias)
- Lote 24 - Rodoanel (grupo Motiva)
- Lote 25 - SPMar
- Lote 26 - Concessionária Rodoanel Norte – SPE S.A. (grupo Via Appia)
- Lote 27 - Tamoios
- Lote 28 - Entrevias
- Lote 29 - ViaPaulista (grupo Arteris)
- Lote 30 - EixoSP
- Lote 31 - EcoNoroeste (grupo EcoRodovias)
- Lote 32 - Novo Litoral

De 2021 até outubro de 2024, segundo dados da Pesquisa de Investimentos do Estado de São Paulo – Piesp, da Fundação Seade –, mais da metade dos recursos noticiados por concessionárias privadas foram encaminhados à construção, expansão e/ou modernização de rodovias do Estado de São Paulo, cerca de R$ 42,2 bi.

## Pedágios
Enquanto as rodovias privadas são tarifadas a fim de financiar os serviços e os investimentos realizados pelas empresas responsáveis por essas vias, as administradas pelo Estado (DER-SP) geralmente não possuem pedágios. O valor da tarifa nas estradas do estado, estipulada pela ARTESP, varia entre R$2,80 e R$36,80 para veículos leves ou por eixo para veículos pesados, e entre R$0,00 e R$10,40 para motocicletas.
Já implementado em mais de 20 países, a partir da aprovação da Lei Federal 14.157/21, o sistema Free Flow (Fluxo Livre) de cobrança automática pôde começar a ser implementado no Brasil. O Estado de São Paulo já o integrou aos contratos das novas concessões e pretende implementá-lo àos das concessões em exercício, tanto para aumentar a fluidez do trânsito - pois a cobrança não requer a parada dos veículos - quanto para reduzir o valor dos pedágios em até 52%, em alguns casos. Segundo o governador Tarcísio de Freitas, essa cobrança será feita de forma mais justa, uma vez que o sistema permitirá a cobrança automática por quilômetro rodado, ao invés de uma tarifa fixa. Isso trará maior justiça tarifária, cobrando proporcionalmente ao uso efetivo da rodovia. A implementação dos pedágios Free Flow, no entanto, está sujeita à entrega das obras de construção, de melhoria e/ou de manutenção das vias.

## Classificação e codificação

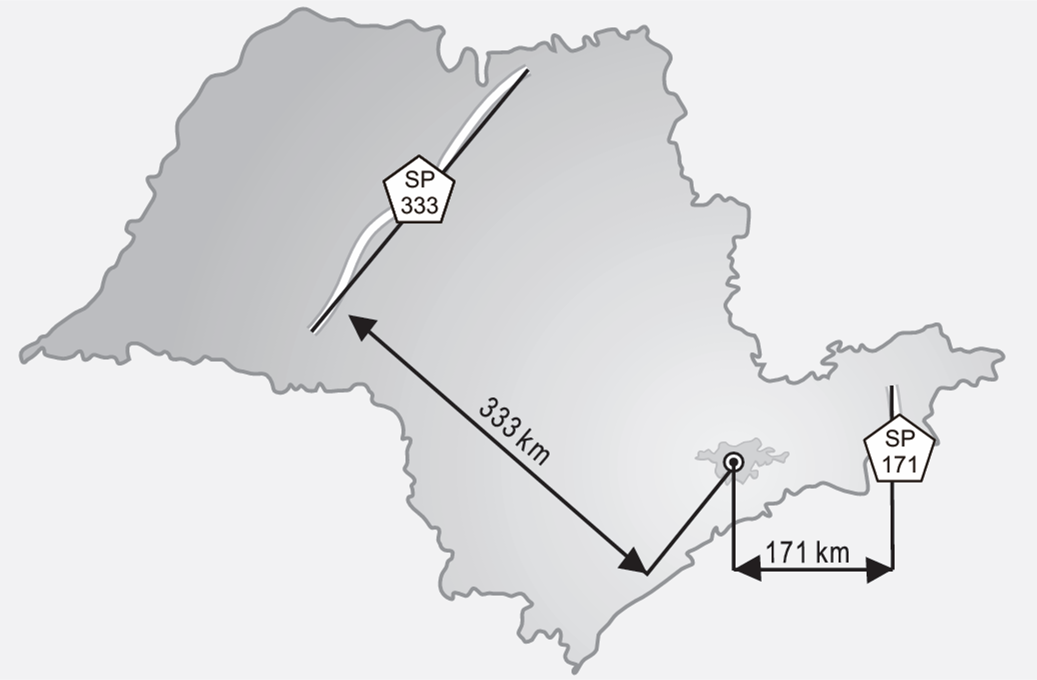
Mapa explicativo da classificação e codificação de rodovias transversais.

A identificação das estradas de rodagem estaduais é feita pela sigla "SP", indicativa do Estado de São Paulo, seguida do número correspondente à estradas. 

As rodovias são classificadas em rodovias radiais, rodovias transversais, interligações, acessos, marginais e dispositivos.

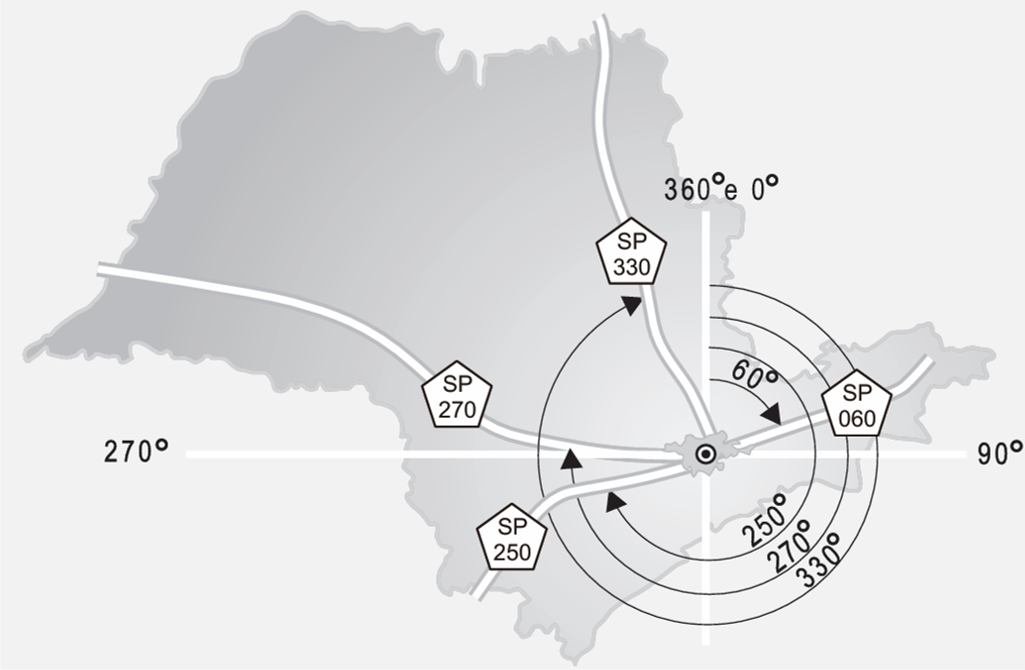
Mapa explicativo da classificação e codificação de rodovias radiais.

### Rodovias radiais
São aquelas que constituem uma ligação com a Capital do Estado, sendo codificadas com números da série par, de 2 a 360, correspondentes, aproximadamente, ao valor em graus do ângulo formado com a linha Norte que passa pelo Marco Zero    (Praça da Sé, na Capital) e linha que incide sobre o eixo da rodovia. Exemplos: SP 270 – Rodovia Raposo Tavares, SP 300 – Via Rondon, SP 330 – Via Anhanguera.

### Rodovias transversais

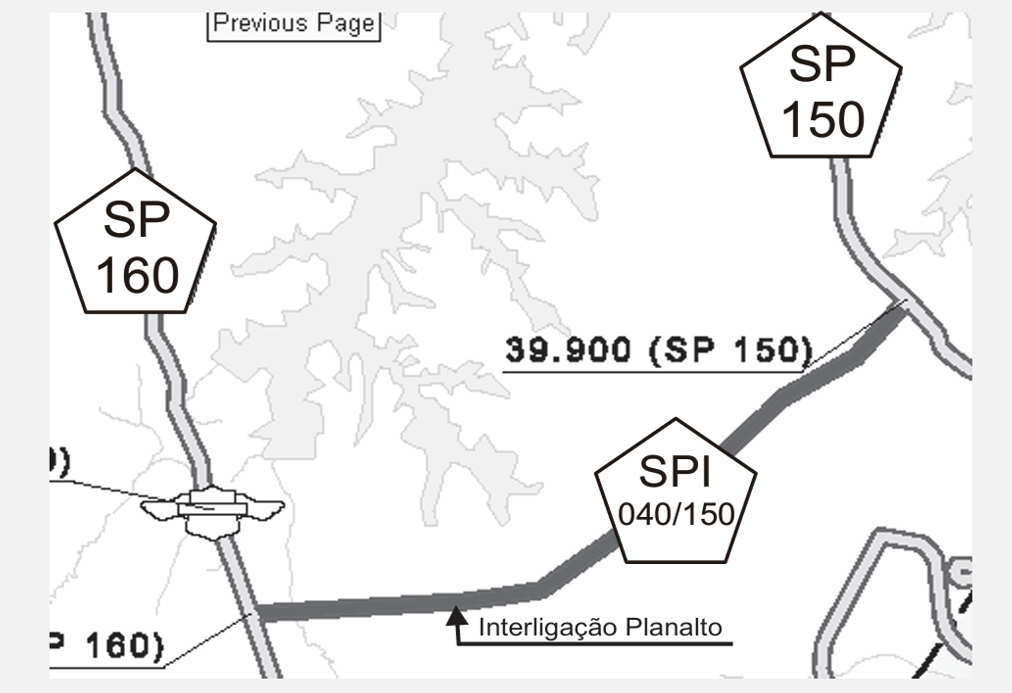
Mapa explicativo da classificação e codificação de interligações.

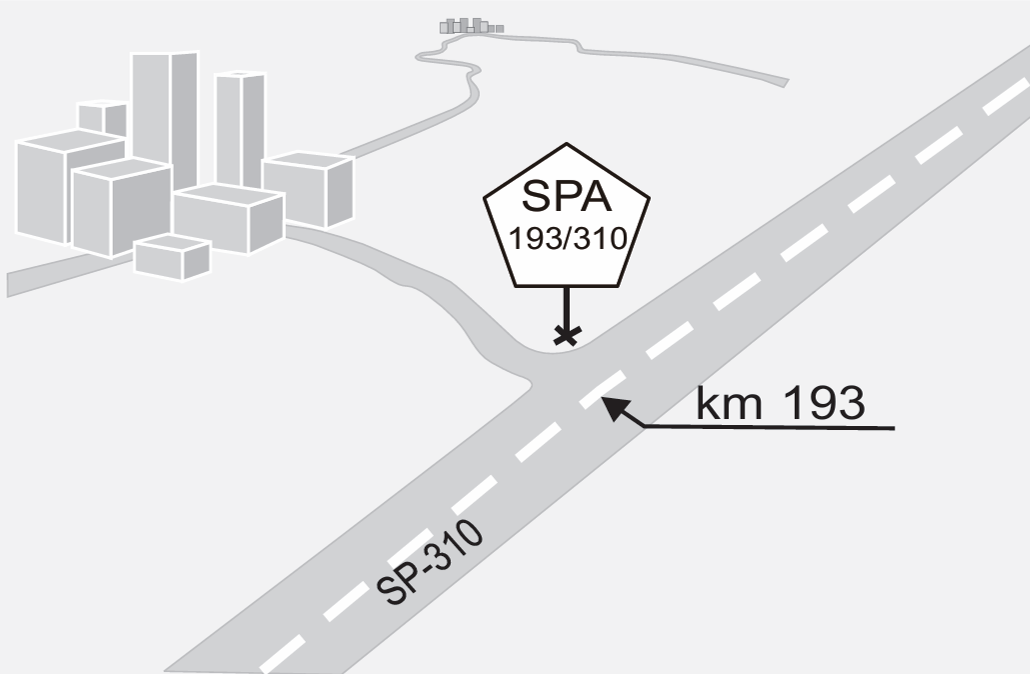
Mapa explicativo da classificação e codificação de acessos rodoviários.

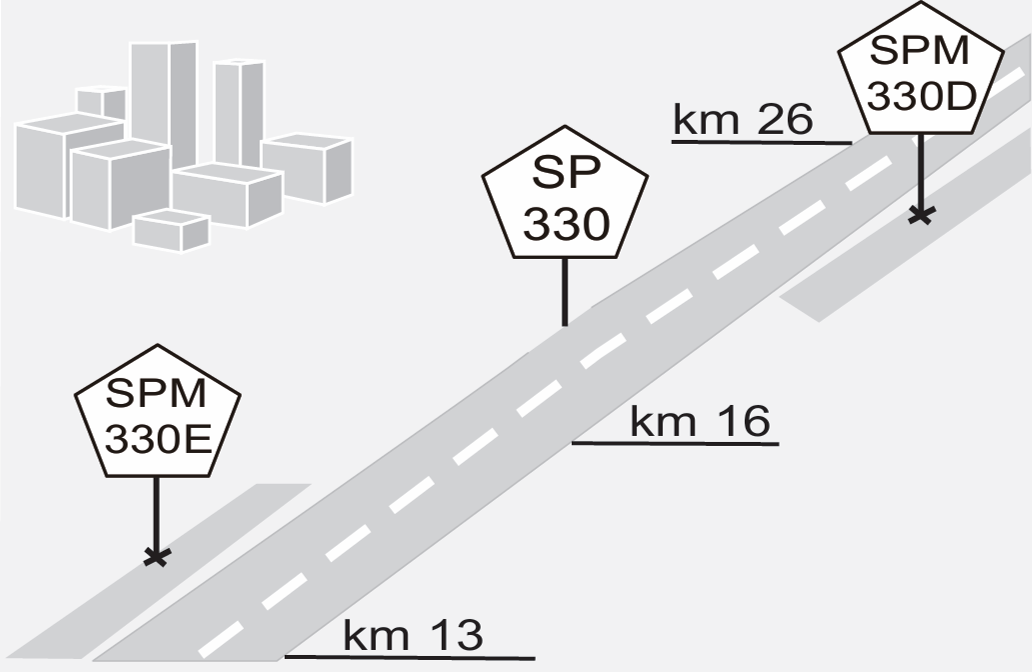
Mapa explicativo da classificação e codificação de vias marginais.

São aquelas que ligam localidades do Estado, sem passar pela Capital, sendo codificadas com números da série impar, correspondentes, aproximadamente, à distância média, em quilômetros entre a rodovia e o Marco Zero. Exemplos: SP 055 – Rodovia Padre Manoel da Nóbrega, SP 073 – Rodovia Lix da Cunha, SP 413 – Rodovia Norival Pereira de Mattos.

### Interligações
São trechos que ligam rodovias entre si, sendo codificados por dois conjuntos de numerais, separados por barra, representando, o primeiro, o indicativo do quilômetro da rodovia e, o segundo, o código da rodovia que lhe dá origem, precedidos da sigla SPI. Exemplos: SPI 059/150 – Interligação da SP 150 até SP 160 SPI 274/310 – Interligação da SP 310 até SP 255, SPI 460/266 – Interligação da SP 266 até SP 333.

### Acessos
São vias que ligam cidades às rodovias, sendo codificados por dois conjuntos de numerais, separados por barra, representando, o primeiro, o indicativo do quilômetro da rodovia onde sai o acesso e, o segundo, o código da rodovia que lhe dá origem, precedidos da sigla SPA. Exemplos: SPA 109/008 – acesso ao Município de Pedra Bela; SPA 024/333 – acesso ao Município de Porto Feliz; SPA 008/101 – acesso ao Município de Hortolândia.

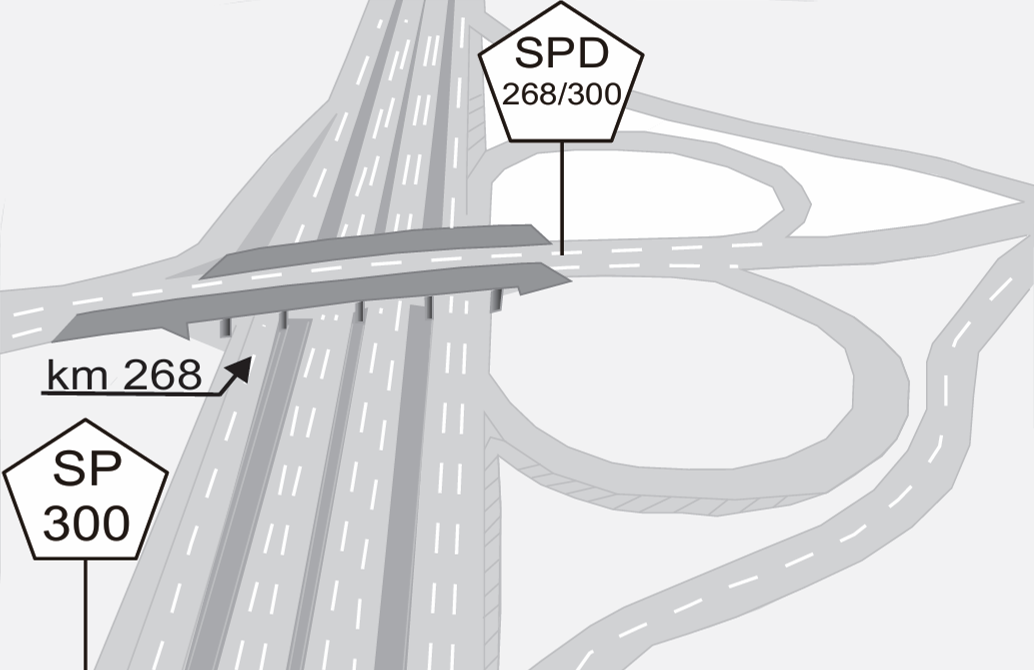
Mapa explicativo da classificação e codificação de dispositivos de interligação.

### Marginais
São vias adjaventes às rodovias e construídas sobre a mesma faixa de dominio, com finalidade de distribuir o tráfego lindeiro. São codificadas com o mesmo código da rodovia que lhe dá origem, precedidos da sigla SPM e acrescidos da letra “D” para sentido crescente da quilometragem da rodovia e “E” para o sentido decrescente Exemplos: SPM 330 D – marginal direita da Via Anhanguera; SPM 334 E – marginal esquerda da Rodovia.

### Dispositivos
São complementos rodoviários que permitem a conexão de rodovias entre si, sendo codificados por dois conjuntos de numerais, separados por barra, representando, o primeiro, o indicativo do quilômetro da rodovia de localização do dispositivo e, o segundo, o código da rodovia que lhe dá origem, precedidos da sigla SPD. Exemplos: SPD 102/066 – dispositivo no km 102 da SP 066, entroncamento com a SP 099. SPD 031/215 – dispositivo no km 031 da SP 215, acesso ao Município de Mongaguá; SPD 075/463 – dispositivo no km 075 da SP 463 entroncamento com estrada vicinal.

## Lista
Esta é a lista das rodovias do estado de São Paulo. Muitas rodovias recebem denominações diferentes no seu trajeto; clique sobre o número para visualizá-las.

### SP-008 até SP-099

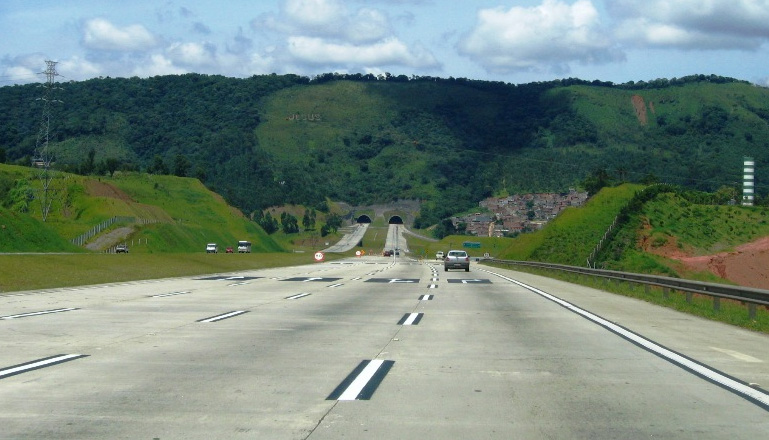
Trecho do Rodoanel Mário Covas administrado pela CCR RodoAnel.

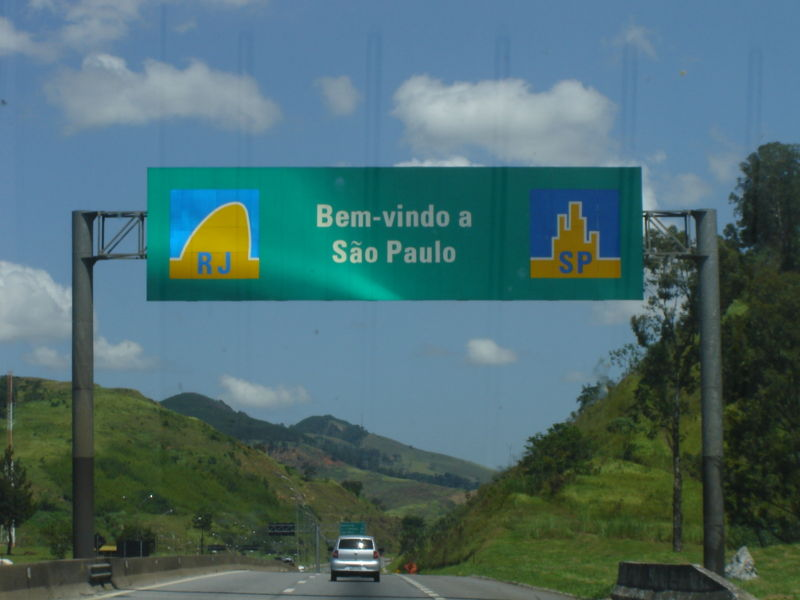
Rodovia Presidente Dutra

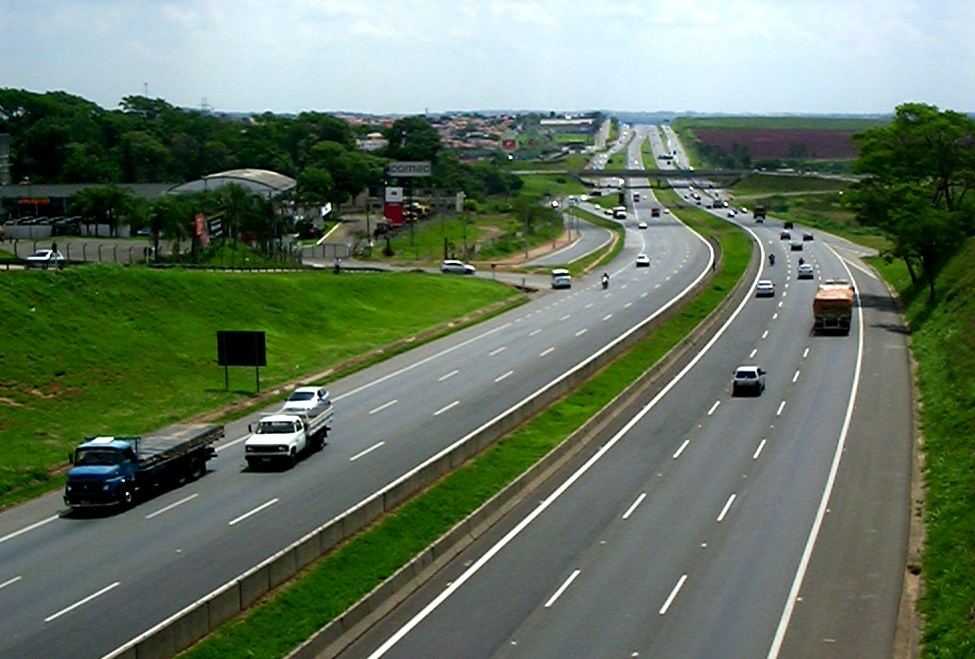
Rodovia Dom Pedro I, administrada pela Rota das Bandeiras.

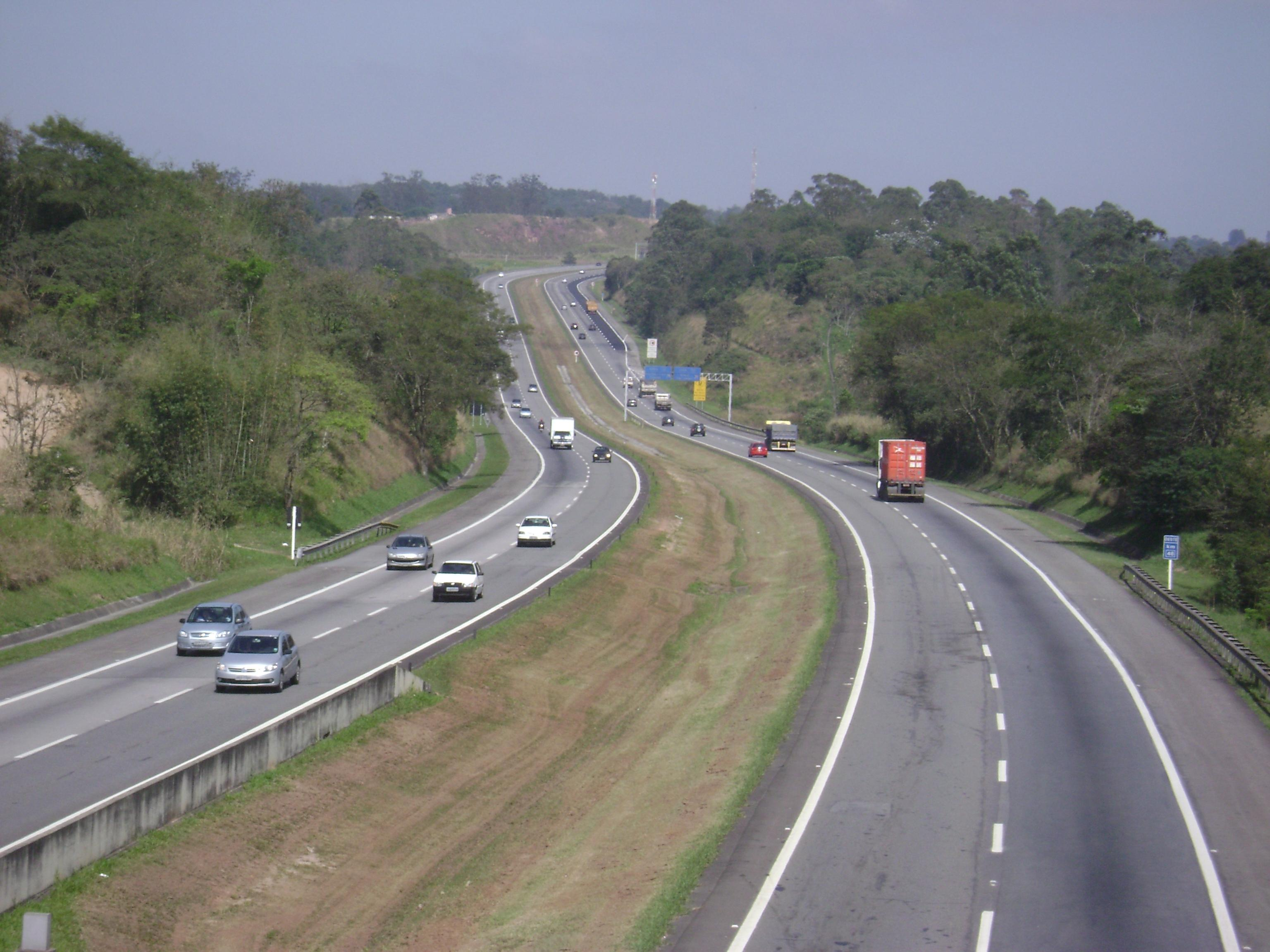
Trecho da Rodovia Ayrton Senna em Mogi das Cruzes, administrada pela Ecopistas.

- SP-008 - Rodovia Arão Sahm (Divisa de São Paulo com Mairiporã - Bragança Paulista)
- SP-008 - Rodovia Pedro Astenori Marigliani (Capitão Barduíno) (Bragança Paulista - Socorro)
- SP-010 - Rodovia Fernão Dias (BR-381) (São Paulo-Vargem-Extrema-Cambuí-Perdões-Betim-Contagem/MG)
- SP-015 - Marginal Tietê (São Paulo)
- SP-015 - Marginal Pinheiros (São Paulo)
- SP-019 - Rodovia Hélio Smidt (BR-610) (São Paulo-Aeroporto de Cumbica)Trecho do Rodoanel Mário Covas administrado pela CCR RodoAnel.
- SP-021 - Rodoanel Mário Covas (Grande São Paulo)
- SP-023 - Rodovia Prefeito Luiz Salomão Chamma (Franco da Rocha-Mairiporã)
- SP-029 - Rodovia Coronel PM Nelson Tranchesi (Itapevi-Cotia)
- SP-031 - Rodovia Índio Tibiriçá (Suzano-São Bernardo do Campo)
- SP-036 - Rodovia Vereador Francisco de Almeida (Guarulhos-Nazaré Paulista)
- SP-036 - Rodovia Jan Antonin Bata (Bom Jesus dos Perdões-Piracaia)
- SP-036 - Rodovia José Augusto Freire (Piracaia-Joanópolis)
- SP-039 - Rodovia Engenheiro Cândido do Rego Chaves (Mogi das Cruzes)
- SP-042 - Rodovia Vereador Júlio da Silva (SP-050 - São Bento do Sapucaí - Divisa SP/MG)
- SP-043 - Estrada Vereadora Mercedes D'Orto  (Ribeirão Pires/SP-31-Suzano)
- SP-043 - s/d  (Suzano-Mogi das Cruzes/SP-102)
- SP-046 - Rodovia Oswaldo Barbosa Guisardi  (Santo Antônio do Pinhal/SP-50-Eugênio Lefèvre/SP-123)
- SP-048 - Rodovia Lorena-Itajubá (BR-459) (Lorena-Piquete)
- SP-050 - Rodovia Monteiro Lobato (São José dos Campos/BR-116-Campos do Jordão)
- SP-052 - Rodovia Hamilton Vieira Mendes  (Cachoeira Paulista/BR-116-Cruzeiro/SP-58)
- SP-052 - Rodovia Dr. Avelino Júnior  (Cruzeiro/SP-58-Divisa MG/Túnel)
- SP-054 - Rodovia João Batista de Mello Souza  (Queluz/BR-116-Divisa-RJ/Direção Itamonte-MG)
- SP-055 - Rodovia Governador Mário Covas (BR-101) (Divisa RJ-Ubatuba)
- SP-055 - Rodovia Doutor Manuel Hipólito Rego (BR-101) (Ubatuba-Santos)
- SP-055 - Rodovia Cônego Domenico Rangoni (BR-101) (Santos-Cubatão)
- SP-055 - Rodovia Padre Manuel da Nóbrega (BR-101) (Cubatão-Miracatu)
- SP-056 - Rodovia Alberto Hinoto  (Itaquaquecetuba-Arujá)
- SP-056 - Rodovia Vereador Albino Rodrigues Neves  (Arujá-Santa Isabel)
- SP-056 - Rodovia Prefeito Joaquim Simão  (Santa Isabel/SP-66-Igaratá)
- SP-057 - s/d  (Juquitiba)
- SP-058 - Rodovia Deputado Nesralla Rubez  (Cachoeira Paulista-Cruzeiro/BR-116)Rodovia Presidente Dutra
- SP-060 - Rodovia Presidente Dutra (BR-116) (São Paulo-Guarulhos-São José dos Campos-Taubaté-Aparecida-Guaratinguetá-Lorena-Queluz-Divisa SP/RJ)
- SP-061 - Rodovia Ariovaldo de Almeida Viana (Guarujá-Bertioga)
- SP-062 - Rodovia Prefeito Edmir Vianna Moura (Eugênio de Melo-Caçapava)
- SP-062 - Rodovia Vito Ardito (Caçapava-SP-123)
- SP-062 - Rodovia Emílio Amadei Beringhs (SP-123-Taubaté)
- SP-062 - Rodovia Amador Bueno da Veiga (Taubaté-Pindamonhangaba)
- SP-062 - Rodovia Vereador Abel Fabrício Dias (Pindamonhangaba-Roseira)
- SP-062 - Rodovia Professora Marieta Vilela da Costa Braga (Roseira-Aparecida)
- SP-062 - Avenida Padroeira do Brasil (Aparecida-Guaratinguetá)
- SP-062 - Rodovia Prefeito Aristeu Vieira Vilela (Guaratinguetá-Lorena)
- SP-062 - Rodovia Deputado Oswaldo Ortiz Monteiro (Lorena-Cachoeira Paulista)
- SP-063 - Rodovia Romildo Prado (Louveira-Itatiba)
- SP-063 - Rodovia Luciano Consoline (Itatiba)
- SP-063 - Rodovia Alkindar Monteiro Junqueira (Itatiba-Bragança Paulista)
- SP-063 - Rodovia Padre Aldo Bollini (Bragança Paulista-Piracaia)
- SP-064 - Rodovia Álvaro Brasil Filho (Bananal-Barra Mansa)Rodovia Dom Pedro I, administrada pela Rota das Bandeiras.
- SP-065 - Rodovia Dom Pedro I (Campinas-Jacareí)
- SP-066 - Rodovia João Afonso de Souza Castellano (Itaquaquecetuba-Suzano)
- SP-066 - Rodovia Henrique Eroles (Suzano-São Silvestre de Jacareí)
- SP-066 - Rodovia General Euryale de Jesus Zerbini (São Silvestre de Jacareí-Jacareí)
- SP-066 - Rodovia Geraldo Scavone (Jacareí-São José dos Campos)
- SP-068 - Rodovia dos Tropeiros (Cachoeira Paulista - Bananal - Divisa SP/RJ)Trecho da Rodovia Ayrton Senna em Mogi das Cruzes, administrada pela Ecopistas.
- SP-070 - Rodovia Ayrton Senna da Silva (São Paulo-Guararema)
- SP-070 - Rodovia Governador Carvalho Pinto (Guararema-Taubaté)
- SP-073 - Rodovia Lix da Cunha (Campinas-Indaiatuba)
- SP-075 - Rodovia Senador José Ermírio de Moraes (Sorocaba-SP-280)
- SP-075 - Rodovia Deputado Archimedes Lammoglia (SP-280-Salto)
- SP-075 - Rodovia Prefeito Hélio Steffen (Salto)
- SP-075 - Rodovia Engenheiro Ermênio de Oliveira Penteado (Salto-Viracopos)
- SP-075 - Rodovia Santos Dumont (Viracopos-Campinas)
- SP-077 - Rodovia Nilo Máximo (Jacareí-Salesópolis)
- SP-079 - Rodovia da Convenção Republicana (Itu-Salto)
- SP-079 - Rodovia Waldomiro Correa de Camargo (Itu-Sorocaba)
- SP-079 - Rodovia Raimundo Antunes Soares (Votorantim-Piedade)
- SP-079 - Rodovia Padre Guilherme Hovel-Svd (Piedade-Tapiraí)
- SP-079 - Rodovia Tenente Celestino Américo (Tapiraí-Juquiá)
- SP-081 - Rodovia José Bonifácio Coutinho Nogueira (Campinas-Joaquim Egídio-Cabras)
- SP-083 - Rodovia José Roberto Magalhães Teixeira (Campinas-Valinhos)
- SP-088 - Rodovia Pedro Eroles (BR-116-Mogi das Cruzes)
- SP-088 - Rodovia Professor Alfredo Rolim de Moura (Mogi das Cruzes-Paraibuna)
- SP-091 - Rodovia Francisco Von Zuben (Campinas-Valinhos)
- SP-092 - Estrada da Casa Grande (Biritiba-Mirim)
- SP-095 - Rodovia Benevenuto Moretto (Bragança Paulista-Amparo)
- SP-095 - Rodovia João Beira (Amparo-Jaguariúna/SP-340)
- SP-097 - Rodovia Emerenciano Prestes de Barros (Sorocaba-SP-280)
- SP-097 - Rodovia Dr. Antônio Pires de Almeida (SP-280-Porto Feliz)
- SP-098 - Rodovia Dom Paulo Rolim Loureiro (Mogi das Cruzes-Bertioga)
- SP-099 - Rodovia dos Tamoios (São José dos Campos-Caraguatatuba)

### SP-101 até SP-197

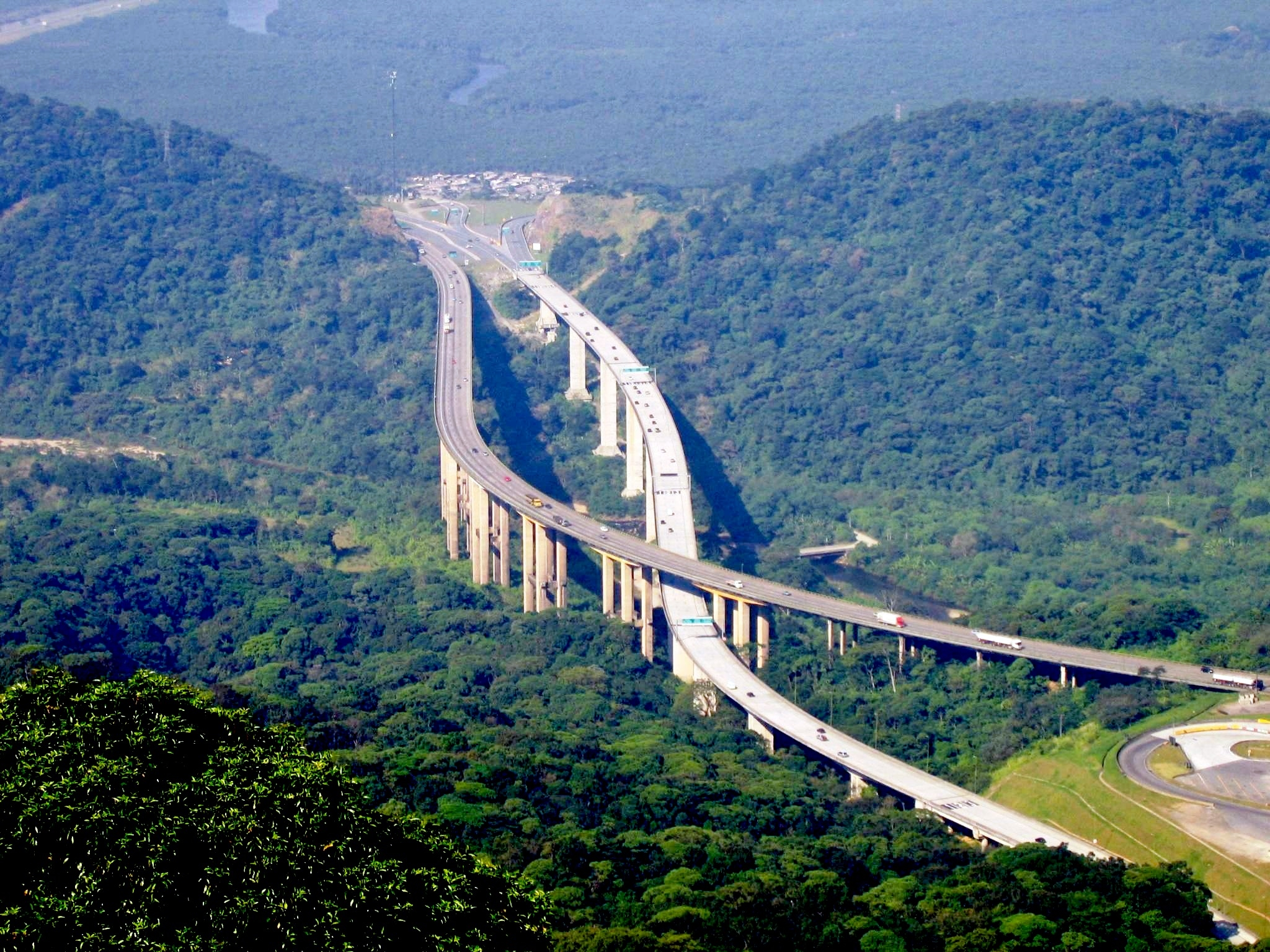
Rodovia dos Imigrantes, administrada pela Ecovias.

- SP-101 - Rodovia Jornalista Francisco Aguirre Proença - (Campinas - Capivari)
- SP-101 - Rodovia Bento Antônio de Moraes - (Capivari-Tietê)
- SP-102 - Rodovia Prefeito Francisco Ribeiro Nogueira - (Mogi das Cruzes)
- SP-103 - Rodovia João do Amaral Gurgel - (Caçapava-São José dos Campos)
- SP-103 - Rodovia Professor Júlio de Paula Moraes - (Jambeiro)
- SP-105 - Rodovia Doutor Rubens Pupo Pimentel - (Serra Negra-Amparo)
- SP-107 - Rodovia Prefeito Aziz Lian - (Amparo-Artur Nogueira)
- SP-113 - Rodovia Doutor João José Rodrigues - (Tietê-Rafard)
- SP-121 - Rodovia Major Gabriel Ortiz Monteiro - (Taubaté-Redenção da Serra)
- SP-121 - Rodovia Prefeito Otacílio Fernandes da Silva - (Redenção da Serra-Natividade da Serra)
- SP-122 - Rodovia Deputado Antônio Adib Chammas - (Ribeirão Pires-Paranapiacaba)
- SP-123 - Rodovia Floriano Rodrigues Pinheiro - (Taubaté-Campos do Jordão)
- SP-125 - Rodovia Oswaldo Cruz - (Taubaté-Ubatuba)
- SP-127 - Rodovia Fausto Santomauro- (Rio Claro-Piracicaba)
- SP-127 - Rodovia Cornélio Pires - (Piracicaba-Tietê)
- SP-127 - Rodovia Antônio Romano Schincariol - (Tietê-Tatuí-Itapetininga)
- SP-127 - Rodovia Professor Francisco da Silva Pontes - (Itapetininga-Capão Bonito)
- SP-129 - Rodovia Vicente Palma - (Porto Feliz-Tatuí)
- SP-129 - Rodovia Gladys Bernardes Minhoto - (Tatuí-Itapetininga)
- SP-131 - s/d - (Ilhabela)
- SP-132 - Rodovia Doutor Caio Gomes Figueiredo - (Pindamonhangaba)
- SP-133 - Rodovia Deputado João Herrmann Neto - (Limeira-Cosmópolis)
- SP-135 - Rodovia Margarida da Graça Martins - (Santa Bárbara d'Oeste-Piracicaba)
- SP-139 - Rodovia Empei Hiraide - (Registro-Sete Barras)
- SP-139 - Rodovia Nequinho Fogaça - (Sete Barras-São Miguel Arcanjo)
- SP-139 - Rodovia Santiago França - (São Miguel Arcanjo-Itapetininga)
- SP-141 - Rodovia Senador Laurindo Dias Minhoto - (Araçoiaba da Serra-Tatuí)
- SP-141 - Rodovia Mario Batista Mori - (Tatuí-Cesário Lange)
- SP-141 - Rodovia Prefeito Benedito de Oliveira Vaz - (Cesário Lange-Porangaba)
- SP-141 - Rodovia Camilo Príncipe de Moraes - (Porangaba-Bofete)
- SP-143 - Rodovia Floriano de Camargo Barros - (Cesário Lange-Pereiras)
- SP-147 - Rodovia Octávio de Oliveira Santos - (Socorro-Lindóia)
- SP-147 - Rodovia Monsenhor Clodoaldo de Paiva - (Lindóia-Mogi Mirim)
- SP-147 - Rodovia Engenheiro João Tosello - (Mogi Mirim-Limeira)
- SP-147 - Rodovia Deputado Laércio Corte - (Limeira-Piracicaba)
- SP-147 - Rodovia Samuel de Castro Neves - (Piracicaba-Anhembi)
- SP-147 - Rodovia Prefeito Antônio José Pinto - (Anhembi)
- SP-147 - Rodovia Lázaro Cordeiro de Campos - (Anhembi-Bofete)
- SP-148 - Rodovia Caminho do Mar - (São Bernardo do Campo-Santos)
- SP-150 - Rodovia Anchieta - (São Paulo-Santos)
- SP-151 - Rodovia Doutor João Mendes da Silva Junior - (Limeira-Iracemápolis)
- SP-151 - Rodovia João Ometto - (Iracemápolis-Piracicaba)
- SP-153 - Rodovia Nelson Ferreira Pinto - (São Luís do Paraitinga-Lagoinha)
- SP-153 - Rodovia João Martins Correa - (Lagoinha-Guaratinguetá)
- SP-157 - Rodovia Aristides da Costa Barros - (Itapetininga-Guareí)Rodovia dos Imigrantes, administrada pela Ecovias.
- SP-160 - Rodovia dos Imigrantes - (São Paulo-Praia Grande)
- SP-165 - Rodovia Expedito José Marazzi - (Juquiá-Sete Barras)
- SP-165 - Rodovia Benedito Pascoal de França - (Sete Barras-Iporanga)
- SP-165 - Rodovia Antônio Honório da Silva - (Iporanga-Apiaí)
- SP-167 - Rodovia Deputado Nagib Chaib - (Mogi Mirim-Mogi Guaçu)
- SP-171 - Rodovia Paulo Virgílio - (Guaratinguetá-Cunha)
- SP-171 - Rodovia Vice-Prefeito Salvador Pacetti - (Cunha)
- SP-176 - Estrada do Alvarenga - (Diadema-São Bernardo do Campo)
- SP-180 - s/d - (Diadema)
- SP-181 - Rodovia João Pereira dos Santos Filho - (Capão Bonito-Ribeirão Grande)
- SP-183 - Rodovia Christiano Alves da Rosa - (Piquete-Cachoeira Paulista)
- SP-189 - Rodovia Engenheiro Lauri Simões de Barros - (Campina do Monte Alegre-Buri)
- SP-191 - Rodovia Wilson Finardi - (Mogi Mirim-Araras-Rio Claro)
- SP-191 - Rodovia Irineu Penteado - (Rio Claro-Ipeúna-Charqueada)
- SP-191 - Rodovia Carlos Mauro - (Charqueada-São Pedro)
- SP-191 - Rodovia Geraldo de Barros - (Santa Maria da Serra-São Manuel)
- SP-193 - Rodovia José Edgard Carneiro dos Santos - (Eldorado-Jacupiranga)
- SP-193 - Rodovia Prefeito Manoel de Lima - (Jacupiranga-Cananéia)
- SP-197 - Rodovia Doutor Américo Piva - (Brotas-Torrinha)

### SP-201 até SP-294

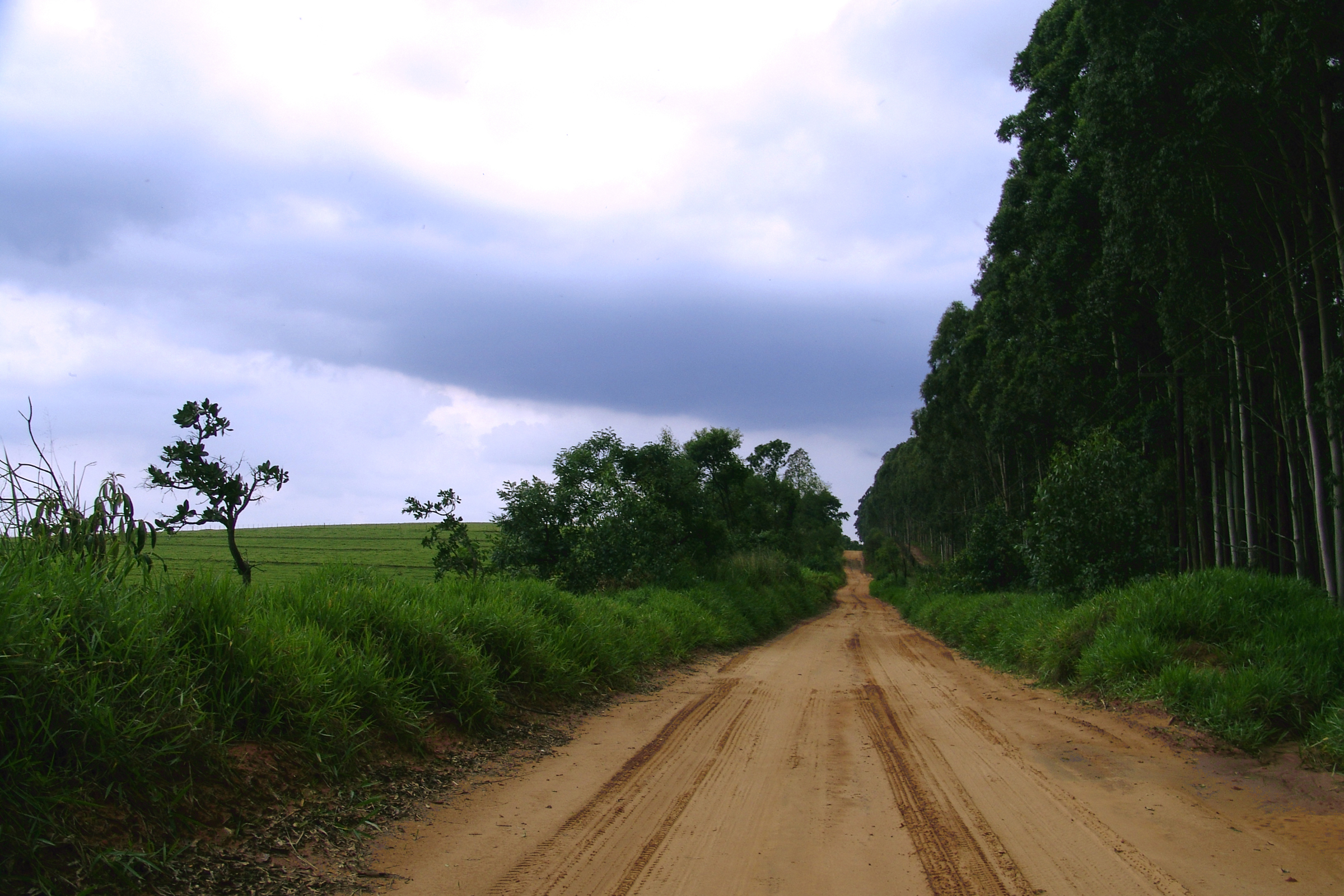
Trecho da SP-251 entre a SP-280 e Pratânia.

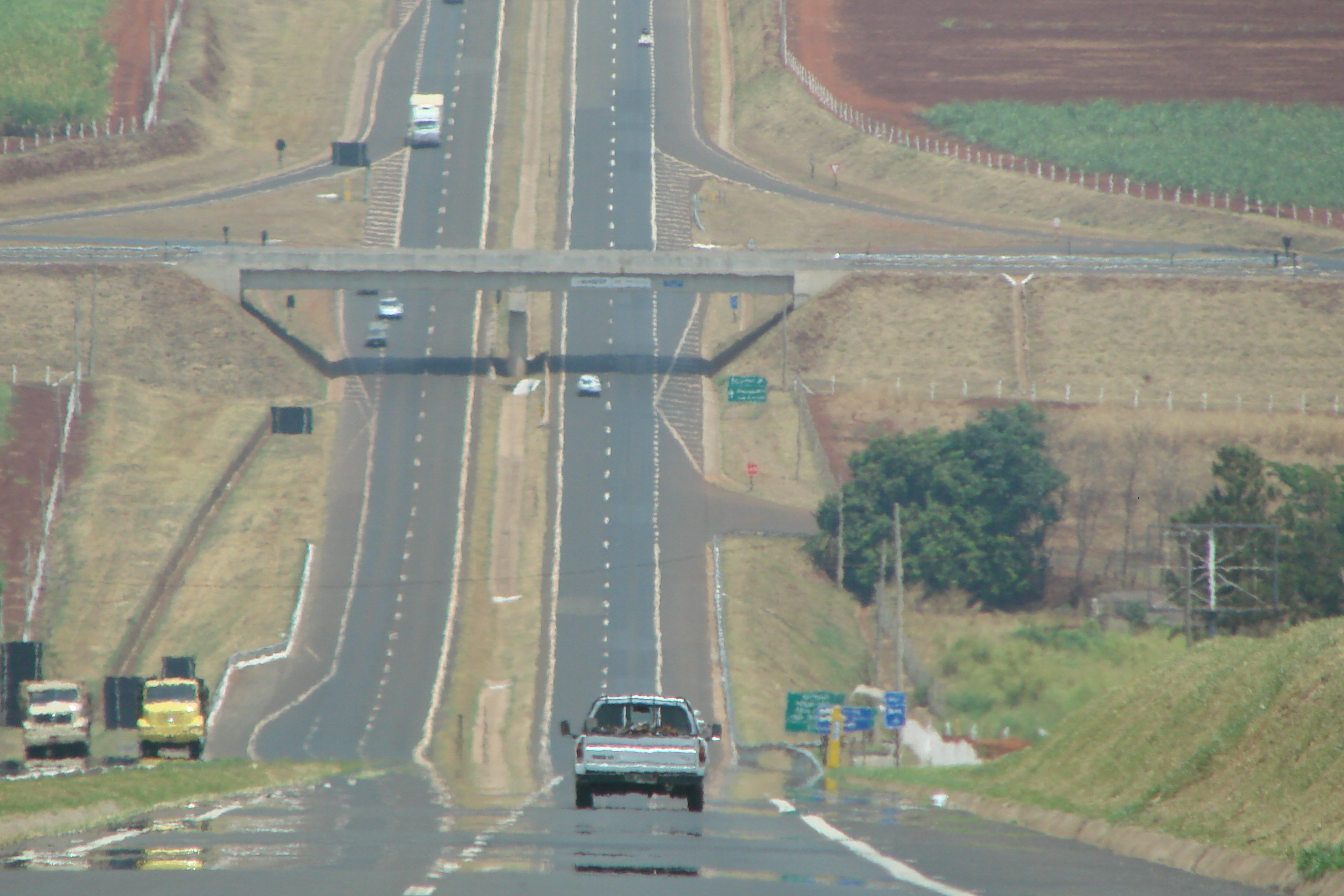
SP-255

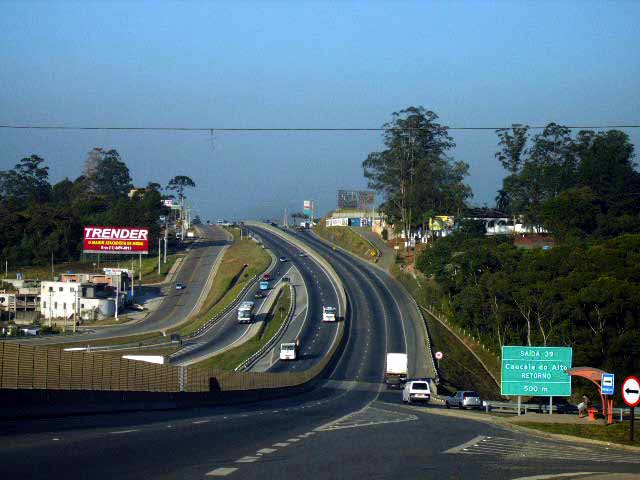
Rodovia Raposo Tavares

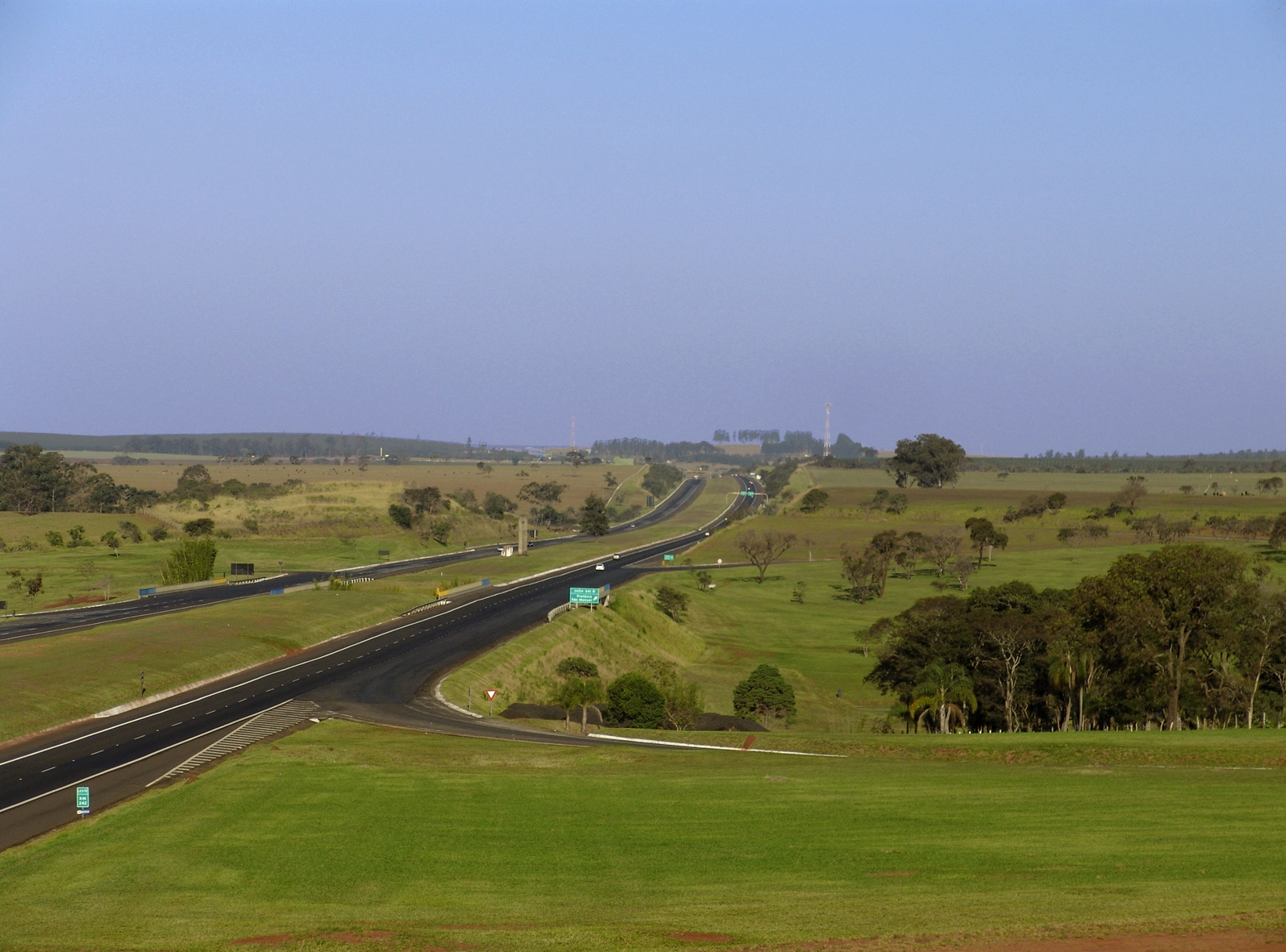
Rodovia Castelo Branco

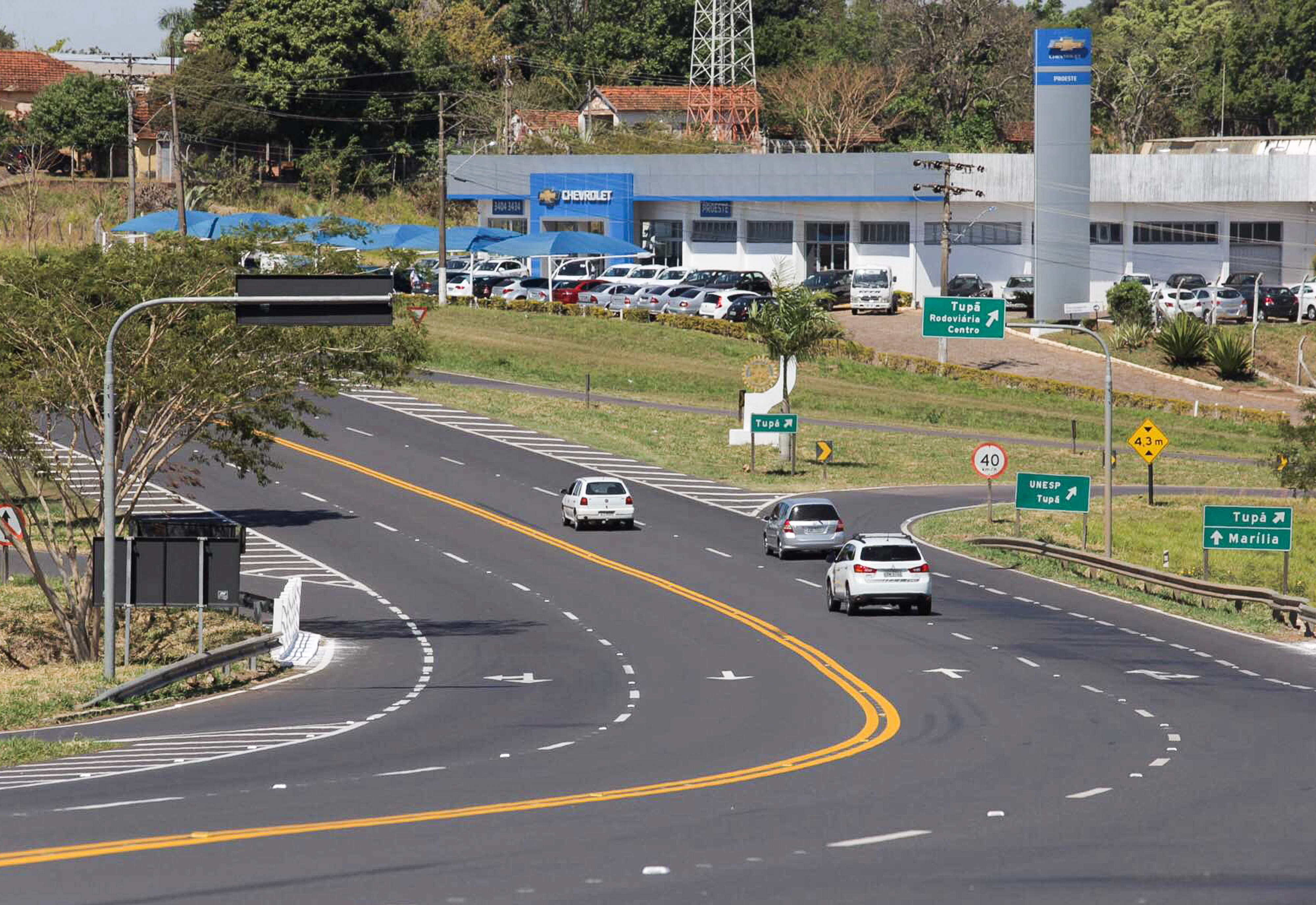
SP-294 na região de Tupã

- SP-201 - Rodovia Prefeito Euberto Nemesio Pereira de Godoy - (Pirassununga-S. Cruz das Palmeiras)
- SP-207 - Rodovia Doutor José Vasconcelos dos Reis - (São Sebastião da Grama-São José do Rio Pardo)
- SP-207 - Rodovia Prefeito Homero Correia Leite - (São José do Rio Pardo-Mococa)
- SP-209 - Rodovia Professor João Hypólito Martins - (Itatinga/SP-280-Botucatu)
- SP-211 - Rodovia Rubens Fernandes de Ávila - (São José do Rio Pardo-Divinolândia)
- SP-214 - Rodovia José Simões Louro Júnior - (Itapecerica da Serra-Embu-Guaçu)
- SP-215 - Rodovia Deputado Januário Mantelli Neto - (Águas da Prata)
- SP-215 - Rodovia João Batista de Souza Andrade - (Águas da Prata-Vargem Grande do Sul)
- SP-215 - Rodovia Hélio Moreira Salles - (Vargem Grande do Sul-Casa Branca)
- SP-215 - Rodovia Deputado Vicente Botta - (Casa Branca-Descalvado)
- SP-215 - Rodovia Doutor Paulo Lauro - (Descalvado-São Carlos)
- SP-215 - Rodovia Luís Augusto de Oliveira - (São Carlos-Dourado)
- SP-216 - Rodovia Amílcar Pereira Martins - (Embu-Guaçu-São Lourenço da Serra)
- SP-221 - Rodovia Francisca Mendes Ribeiro - (São José do Barreiro)
- SP-222 - Rodovia Prefeito Casimiro Teixeira - (Miracatu-Iguape)
- SP-222 - Rodovia Prefeito Ivo Zanella - (Iguape-Pariquera-Açu)
- SP-222 - Rodovia José Redis - (Pariquera-Açu-Jacupiranga)
- SP-225 - Rodovia Deputado Ciro Albuquerque - (Aguaí-Pirassununga)
- SP-225 - Rodovia Deputado Rogê Ferreira - (Pirassununga-Itirapina)
- SP-225 - Rodovia Engenheiro Paulo Nilo Romano - (Itirapina-Jaú)
- SP-225 - Rodovia Comandante João Ribeiro de Barros - (Jaú-Bauru)
- SP-225 - Rodovia Engenheiro João Baptista Cabral Rennó - (Bauru-Espírito Santo do Turvo-Ipaussu)
- SP-226 - Rodovia Abílio Previdi - (BR-116-Pariquera-Açu)
- SP-226 - Rodovia Amantino Stievano - (Pariquera-Açu-Cananéia)
- SP-228 - Rodovia Armando Salles - (Itapecerica da Serra)
- SP-230 - Rodovia Régis Bittencourt (BR-116) - (São Paulo - Registro - Barra do Turvo - Divisa SP/PR)
- SP-234 - Rodovia Salvador de Leone - (Embu das Artes-Itapecerica da Serra)
- SP-234 - Rodovia Prefeito Bento Rotger Domingues - (Itapecerica da Serra-Embu-Guaçu)
- SP-245 - Rodovia Salim Antônio Curiati  - (Avaré-Cerqueira César)
- SP-247 - Rodovia Sebastião Diniz de Moraes - (Bananal)
- SP-249 - Rodovia Hiroshi Kosuge (Kantiam) - (Apiaí-Ribeirão Branco)
- SP-249 - Rodovia Pedro Rodrigues Garcia - (Ribeirão Branco-Itapeva)
- SP-249 - Rodovia Eduardo Saigh - (Itapeva-Coronel Macedo)
- SP-249 - Rodovia Engenheiro Agrônomo Constante Pavan Junior - (Coronel Macedo-Taquarituba)
- SP-249 - Rodovia Alfredo de Oliveira Carvalho - (Taquarituba-Fartura-Divisa PR)
- SP-250 - Rodovia Bunjiro Nakao - (Vargem Grande Paulista-Piedade)
- SP-250 - Rodovia José de Carvalho - (Piedade-Pilar do Sul)
- SP-250 - Rodovia Nestor Fogaça - (Pilar do Sul-São Miguel Arcanjo)
- SP-250 - Rodovia Aparício de Oliveira Terra - (São Miguel Arcanjo)
- SP-250 - Rodovia Sebastião Ferraz de Camargo Penteado - (São Miguel Arcanjo-Capão Bonito-Ribeira)Trecho da SP-251 entre a SP-280 e Pratânia.
- SP-251 - Rodovia Chico Landi - (Avaré-São Manuel)
- SP-251 - s/d - (São Manuel-Jaú)
- SP-252 - Rodovia José Rodrigues do Espírito Santo - (Guapiara-Ribeirão Branco)
- SP-253 - Rodovia Deputado João Bravo Caldeira - (Caconde-Tapiratiba)
- SP-253 - Rodovia Conde Francisco Matarazzo Junior - (Santa Rosa de Viterbo-São Simão)
- SP-253 - Rodovia Deputado Cunha Bueno - (São Simão-Jaboticabal)
- SP-255 - Rodovia Antônio Machado Sant'anna - (Ribeirão Preto-Araraquara)
- SP-255 - Rodovia Comandante João Ribeiro de Barros - (Araraquara-Jaú)
- SP-255 - Rodovia Otávio Pacheco de Almeida Prado - (Jaú-Barra Bonita)
- SP-255 - Rodovia Deputado João Lázaro de Almeida Prado - (Barra Bonita-São Manuel)
- SP-255 - Rodovia João Mellão - (São Manuel-Itaí)SP-255
- SP-255 - Rodovia Eduardo Saigh - (Itaí-Coronel Macedo)
- SP-255 - Rodovia Jurandir Siciliano - (Coronel Macedo-Itaporanga)
- SP-257 - Rodovia Deputado Aldo Lupo  - (Araraquara-Rincão)
- SP-258 - Rodovia Francisco Alves Negrão - (Capão Bonito-Itapeva-Itararé)
- SP-259 - Rodovia Caminho Paulista das Tropas - (Itaberá-Itararé)
- SP-261 - Rodovia Osni Mateus - (Piraju-Cerqueira César-Águas de Santa Bárbara-Lençóis Paulista-Pederneiras)
- SP-261 - Rodovia César Augusto Sgavioli - (Pederneiras-Boracéia)
- SP-261 - Rodovia Bráz Fortunato - (Boracéia-Bariri)
- SP-264 - Rodovia João Leme dos Santos - (Sorocaba-Salto de Pirapora)
- SP-264 - Rodovia Francisco José Ayub - (Salto de Pirapora-Pilar do Sul)
- SP-266 - Rodovia Francisco Gabriel da Motta - (Cândido Mota)
- SP-266 - Rodovia Fortunato Petrini - (Cândido Mota-Florínea)
- SP-266 - Rodovia José de Almeida - (Florínea)
- SP-266 - Rodovia Engenheiro Hélder de Sá - (Florínea-Cruzália)
- SP-267 - Rodovia Salvador Rufino de Oliveira Netto - (Itaberá)
- SP-268 - Rodovia Vereador João Antônio Nunes - (Araçoiaba da Serra-Capela do Alto)
- SP-268 - Rodovia Dionísio Francisco Lopes - (Capela do Alto-Alambari)
- SP-268 - Rodovia Vereador Humberto Pellegrini - (Alambari-Itapetininga)
- SP-268 - Rodovia Doutor Luiz Geraldo Conceição Ferrari - (Itapetininga-Angatuba)
- SP-268 - Rodovia João Ciríaco Ramos - (Angatuba)
- SP-268 - Rodovia Fernando Lima de Oliveira - (Angatuba-Paranapanema)
- SP-268 - s/d - (Paranapanema-Itaí)Rodovia Raposo Tavares
- SP-270 - Rodovia Raposo Tavares - (São Paulo - Cotia - São Roque - Sorocaba - Itapetininga - Ourinhos - Presidente Prudente - Presidente Epitácio - Divisa SP/MS)
- SP-271 - Rodovia Ângelo Cavalheiro - (Cravinhos-Serrana)
- SP-272 - Rodovia Olímpio Ferreira da Silva - (Pirapozinho-Mirante do Paranapanema)
- SP-273 - s/d - (Agudos-Paulistânia)
- SP-274 - Av. Batatais - (Barueri)
- SP-274 - Rodovia Engenheiro Renê Benedito da Silva - (Jandira-Itapevi-São Roque)
- SP-274 - Rua Luís Mateus Mailasqui (São João Novo-Mailasqui)
- SP-275 - Rodovia Aparício Freire de Almeida - (Itaberá-Riversul)
- SP-276 - Rodovia Fausi Mansur - (Chavantes)
- SP-278 - s/d - (Ourinhos)Rodovia Castelo Branco
- SP-280 - Rodovia Presidente Castelo Branco (São Paulo - Araçariguama - Boituva - Santa Cruz do Rio Pardo)
- SP-281 - Rodovia Aparício Biglia Filho - (Itararé-Itaporanga)
- SP-281 - Rodovia Juventino Patriarca - (Itaporanga-Barão de Antonina)
- SP-284 - Rodovia Manilio Gobbi - (Assis-Paraguaçu Paulista)
- SP-284 - Rodovia Prefeito José Gagliardi - (Paraguaçu Paulista-Quatá)
- SP-284 - Rodovia Prefeito Homero Severo Lins - (Quatá-Martinópolis)
- SP-287 - Rodovia Engenheiro Thomaz Magalhães - (Fartura-Piraju)
- SP-287 - Rodovia Geraldo Martins de Souza - (Piraju-Manduri)
- SP-287 - Rodovia Affonso Garcia - (Manduri-Óleo)
- SP-291 - Rodovia Mário Donega - (Ribeirão Preto-Pradópolis)
- SP-293 - Rodovia Lourenço Lozano - (Cabrália Paulista-Duartina)SP-294 na região de Tupã
- SP-294 - Rodovia Comandante João Ribeiro de Barros - (Bauru - Garça - Marília - Pompeia - Tupã - Adamantina - Dracena - Panorama)

### SP-300 até SP-387

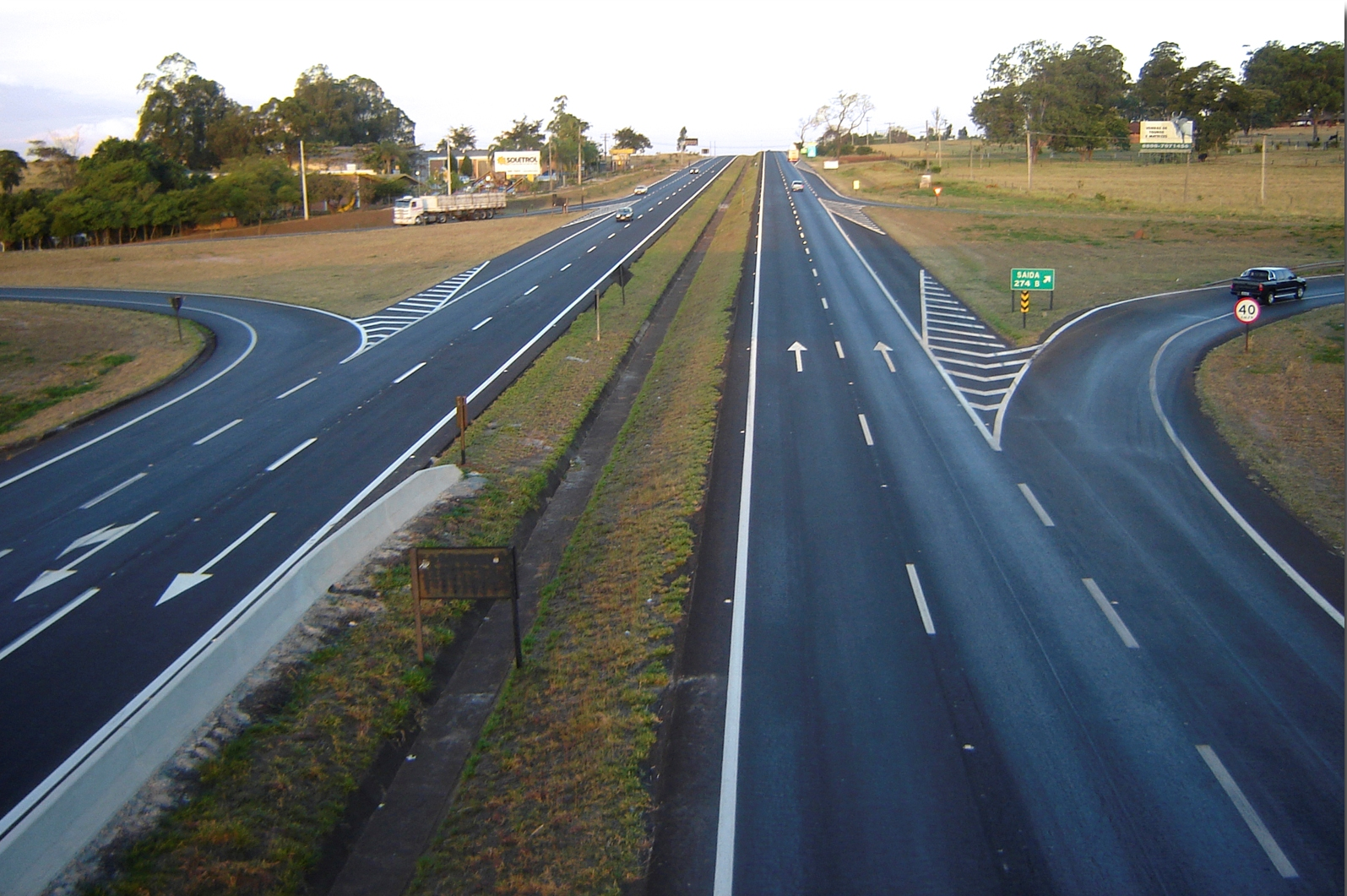
Rodovia Marechal Rondon

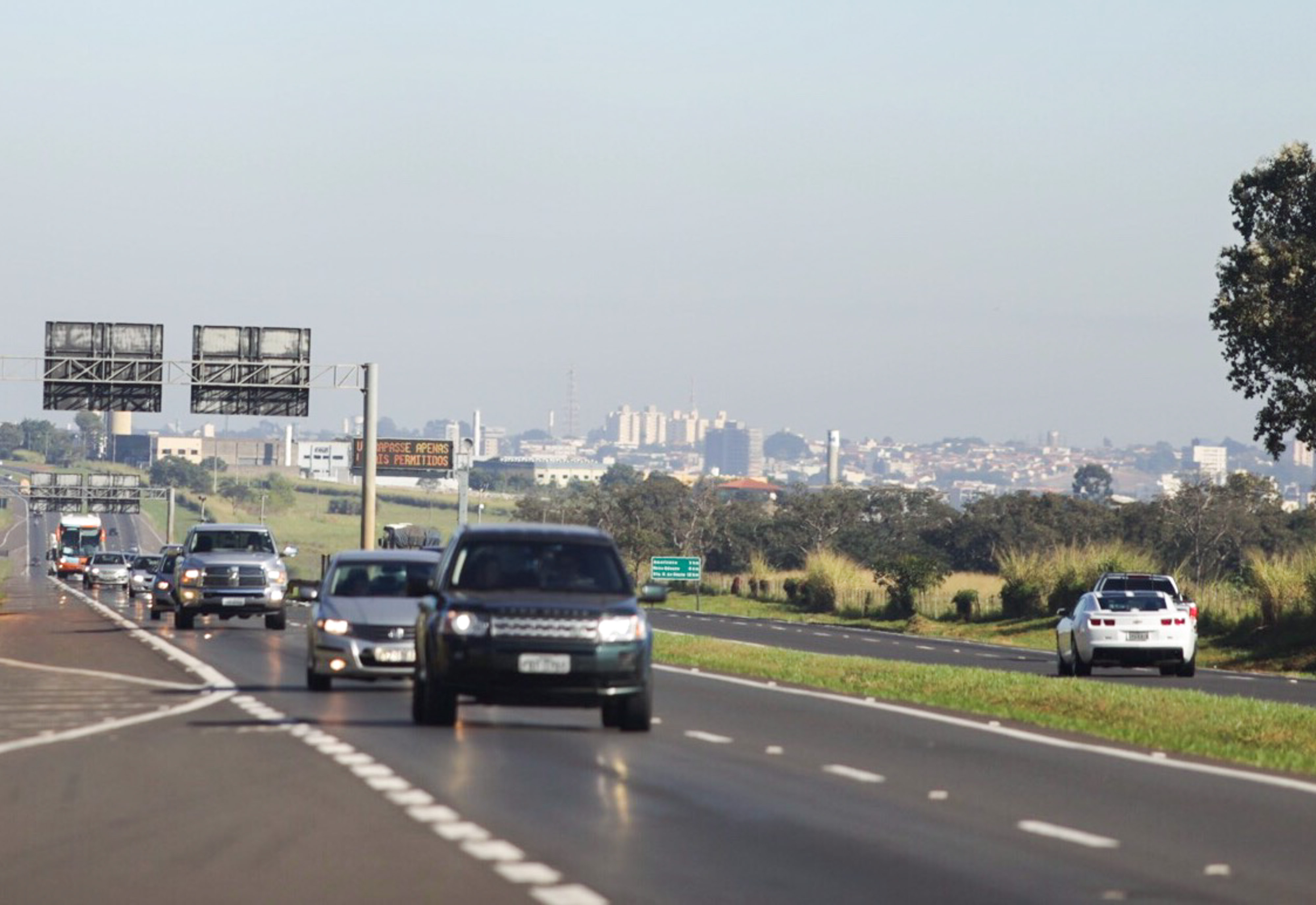
SP-304 em Americana.

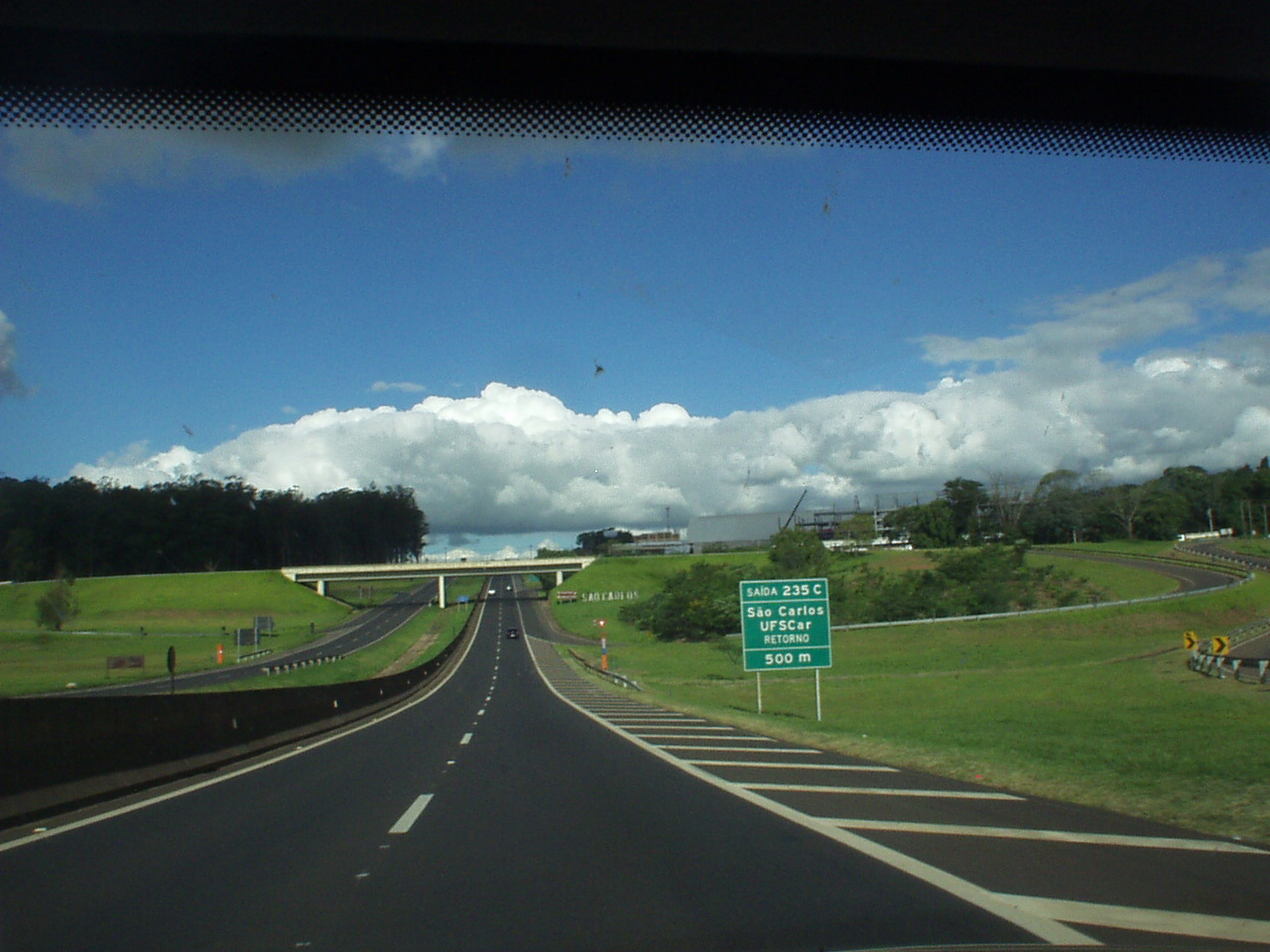
Rodovia Washington Luís, trecho administrado pela EcoNoroeste.

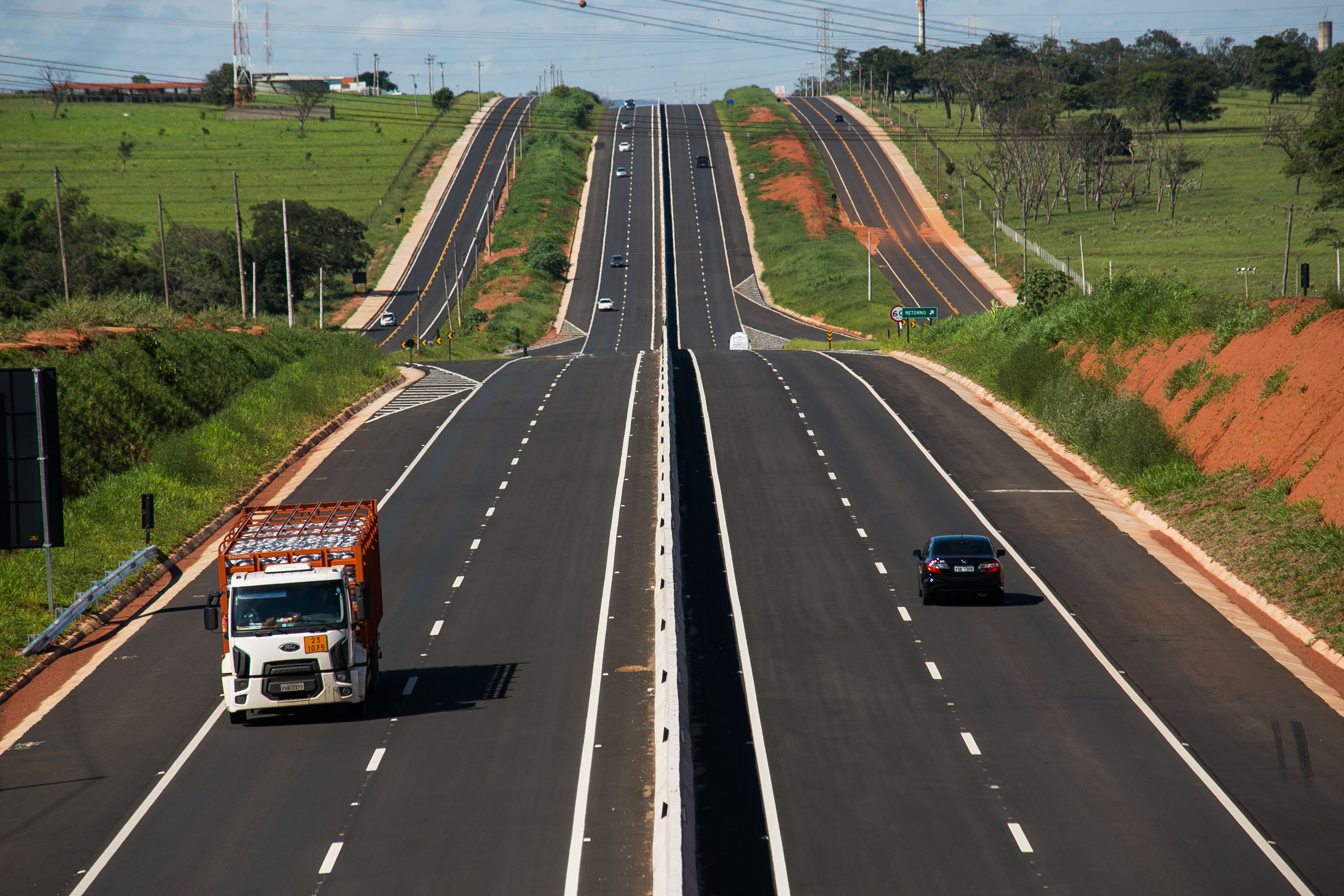
SP-321 (Rodovia Cezário José de Castilho) na região de Bauru

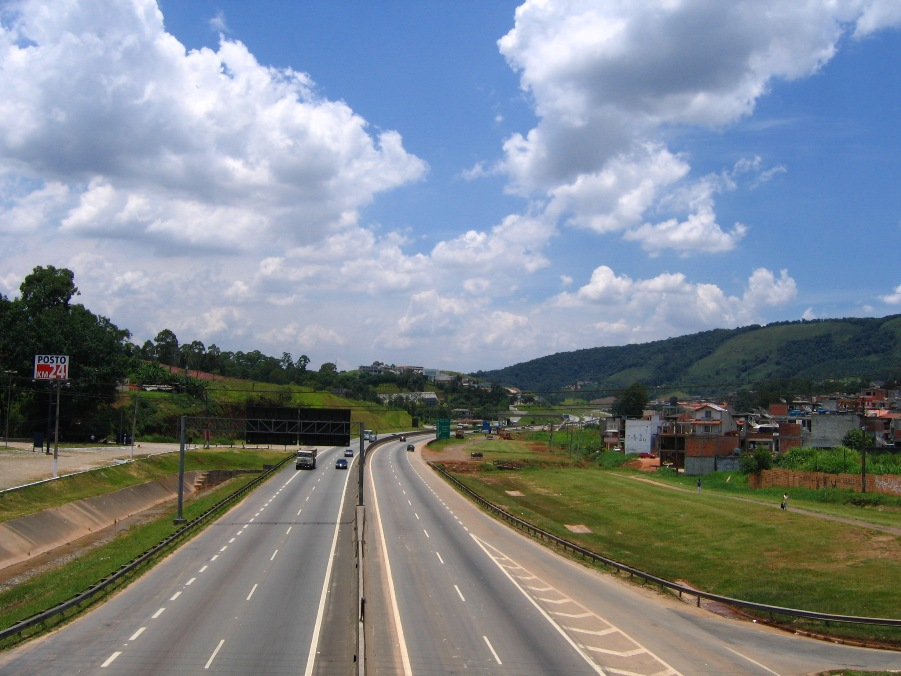
Rodovia Anhanguera na região de Perus.

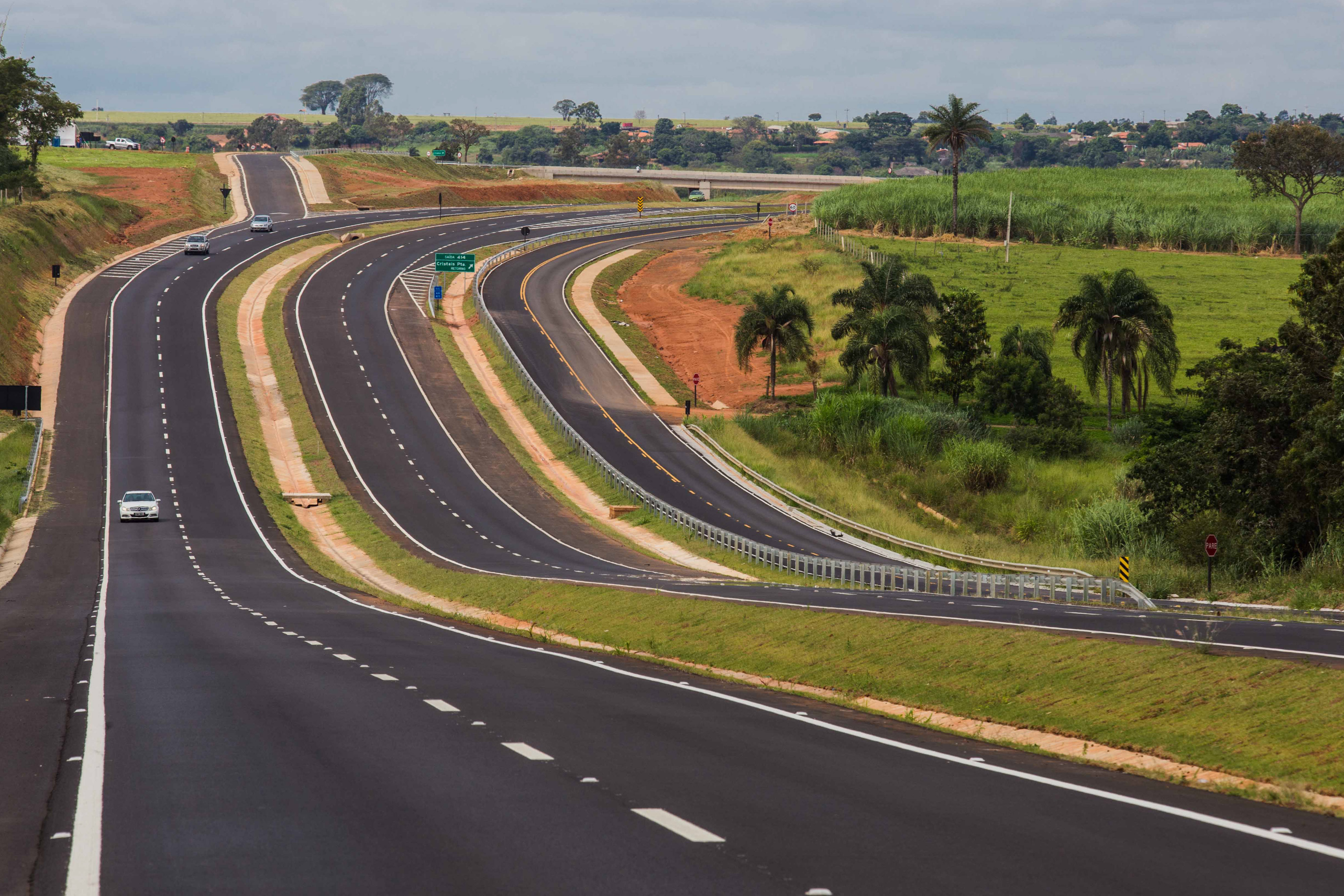
Rodovia Cândido Portinari (SP-334) em Cristais Paulista.

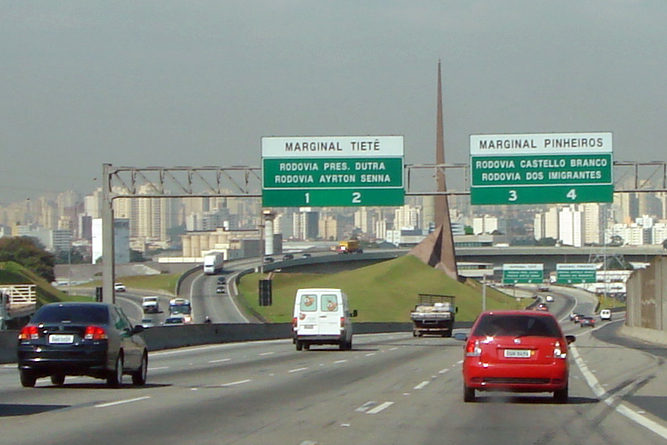
Trecho da Rodovia dos Bandeirantes, administrada pela CCR AutoBAn, em São Paulo.

- SP-300 - Rodovia Dom Gabriel Paulino Bueno Couto - (Jundiaí-Itu)Rodovia Marechal Rondon
- SP-300 - Rodovia Marechal Rondon - (Itu - Porto Feliz - Tietê - Laranjal Paulista - Conchas - Botucatu - São Manuel - Lençóis Paulista - Bauru - Pirajuí - Lins - Araçatuba - Andradina - Castilho - UHE Engenheiro Souza Dias)
- SP-303 - Rodovia Lauro Alves Barroso - (Sarutaiá-Timburi)
- SP-303 - Rodovia Francisco Viana - (Timburi-Bernardino de Campos)
- SP-303 - Rodovia Benjamin Damiatti - (Bernardino de Campos)SP-304 em Americana.
- SP-304 - Rodovia Luiz de Queiroz - (Americana-Piracicaba)
- SP-304 - Rodovia Geraldo de Barros - (Piracicaba-Santa Maria da Serra)
- SP-304 - s/d - (Santa Maria da Serra-Torrinha)
- SP-304 - Rodovia Deputado Amauri Barroso de Souza - (Torrinha-Jaú)
- SP-304 - Rodovia Antônio Prado Galvão de Barros - (Jaú-Bariri)
- SP-304 - Rodovia Deputado Leônidas Pacheco Ferreira - (Bariri-Ibitinga-Novo Horizonte)
- SP-304 - Rodovia Jornalista José Villibaldo de Freitas - (Novo Horizonte-Sales)
- SP-304 - Rodovia Cássio Primiano - (Sales-José Bonifácio)
- SP-305 - Rodovia José Pizzarro  - (Jaboticabal-Monte Alto)
- SP-306 - Rodovia Comendador Américo Emilio Romi - (Capivari-Santa Bárbara d'Oeste)
- SP-306 - Rodovia Luiz Ometto - (Santa Bárbara d'Oeste-Iracemápolis)
- SP-308 - Rodovia do Açúcar (Comendador Mário Dedini) - (Salto-Capivari-Piracicaba)
- SP-308 - Rodovia Hermínio Petrin - (Piracicaba-Charqueada)Rodovia Washington Luís, trecho administrado pela EcoNoroeste.
- SP-310 - Rodovia Washington Luís (Cordeirópolis/SP-330 - Rio Claro - São Carlos - Araraquara - São José do Rio Preto - Mirassol)
- SP-310 - Rodovia Feliciano Salles da Cunha (Mirassol - Ilha Solteira-Divisa SP/MS)
- SP-312 - Estrada dos Romeiros - (Carapicuíba-Santana de Parnaíba-Itu)
- SP-315 - Rodovia Antônio João Garbulho - (Ubirajara-Duartina)
- SP-316 - Rodovia Constante Peruchi - (Cordeirópolis-Rio Claro)
- SP-317 - Rodovia Professor Maurício Antunes Ferraz - (Ibitinga-Itápolis)
- SP-318 - Rodovia Engenheiro Thales de Lorena Peixoto Júnior - (São Carlos-Rincão)
- SP-319 - Rodovia Engenheiro Thyrso Micali - (Taquaritinga)
- SP-320 - Rodovia Euclides da Cunha  (Mirassol - Tanabi - Votuporanga - Fernandópolis - Jales - Santa Fé do Sul - Rubinéia - Divisa SP/MS)SP-321 (Rodovia Cezário José de Castilho) na região de Bauru
- SP-321 - Rodovia Cezário José de Castilho (Bauru - Ibitinga / Novo Horizonte - Catanduva)
- SP-322 - Rodovia Prefeito Antônio Duarte Nogueira - (Ribeirão Preto)
- SP-322 - Rodovia Attílio Balbo - (Ribeirão Preto-Sertãozinho)
- SP-322 - Rodovia Armando de Salles Oliveira - (Sertãozinho-Monte Azul Paulista-Paulo de Faria)
- SP-322 - Rodovia Waldemar Lopez Ferraz - (Paulo de Faria-Cardoso)
- SP-323 - Rodovia José Della Vechia - (Taquaritinga-Monte Alto)
- SP-323 - Rodovia Orlando Chesini Ometto - (Vista Alegre do Alto-Pirangi)
- SP-324 - Rodovia Miguel Melhado Campos (Vinhedo/SP-330-Campinas/SP-79)
- SP-326 - Rodovia Brigadeiro Faria Lima (Matão-Jaboticabal-Bebedouro-Barretos-Colômbia)
- SP-327 - Rodovia Orlando Quagliato - (Santa Cruz do Rio Pardo-Ourinhos)
- SP-328 - s/d - (Pirassununga-Porto Ferreira)
- SP-328 - Rodovia Luís Pizetta - (Porto Ferreira-Santa Rita do Passa Quatro)
- SP-328 - Rodovia Ângelo Roberto - (Santa Rita do Passa Quatro)
- SP-328 - Rodovia José Fregonezi - (Cravinhos-Ribeirão Preto)
- SP-328 - Rodovia Alexandre Balbo - (Ribeirão Preto-Jardinópolis)
- SP-328 - Rodovia Francisco Marcos Junqueira Neto - (Jardinópolis-Orlândia)
- SP-328 - s/d - (Igarapava)Rodovia Anhanguera na região de Perus.
- SP-330 - Rodovia Anhanguera (São Paulo-Jundiaí-Campinas-Limeira-Porto Ferreira-Ribeirão Preto-Ituverava-Igarapava-Divisa SP/MG)
- SP-331 - Rodovia Deputado Victor Maida - (Araraquara-Ibitinga)
- SP-331 - Rodovia Hilário Spuri Jorge - (Iacanga-Pirajuí)
- SP-331 - s/d (Gália-Lupércio)
- SP-332 - Rodovia Presidente Tancredo de Almeida Neves - (Caieiras-Jundiaí)
- SP-332 - Rodovia Vereador Geraldo Dias - (Jundiaí-Valinhos)
- SP-332 - Rodovia Visconde de Porto Seguro - (Valinhos-Campinas)
- SP-332 - Rodovia Professor Zeferino Vaz - (Campinas-Conchal)
- SP-332 - Rodovia Padre Donizetti - (Santa Cruz das Palmeiras-Santa Rosa de Viterbo)
- SP-333 - Rodovia Abrão Assed - (Cajuru-Santa Cruz da Esperança-Serrana-Ribeirão Preto-Sertãozinho)
- SP-333 - Rodovia Carlos Tonanni - (Sertãozinho-Barrinha-Jaboticabal)
- SP-333 - Rodovia Nemésio Cadetti - (Jaboticabal-Taquaritinga)
- SP-333 - Rodovia Laurentino Mascari - (Taquaritinga-Itápolis)
- SP-333 - Rodovia Doutor Mário Gentil - (Itápolis-Borborema-Pongaí)
- SP-333 - Rodovia Dona Leonor Mendes de Barros - (Pongaí-Guarantã-Júlio Mesquita-Marília)
- SP-333 - Rodovia Rachid Rayes - (Marília-Echaporã-Assis)
- SP-333 - Rodovia Miguel Jubran - (Assis-Tarumã-Florínea-Divisa SP/PR)Rodovia Cândido Portinari (SP-334) em Cristais Paulista.
- SP-334 - Rodovia Cândido Portinari  - (Ribeirão Preto-Franca-Rifaina)
- SP-336 - Rodovia Rio Negro e Solimões - (Batatais-Franca)
- SP-338 - Rodovia Abrão Assed - (Mococa-Cajuru)
- SP-338 - Rodovia Joaquim Ferreira - (Cajuru-Altinópolis)
- SP-340 - Rodovia Governador Doutor Adhemar Pereira de Barros - (Campinas-Mogi Guaçu)
- SP-340 - Rodovia Deputado Mario Beni - (Mogi Guaçu-Aguaí)
- SP-340 - Rodovia Professor Boanerges Nogueira de Lima - (Aguaí-Casa Branca)
- SP-340 - Rodovia Prefeito José André de Lima - (Casa Branca-Mococa)
- SP-342 - Rodovia Governador Doutor Adhemar Pereira de Barros - (Mogi Guaçu-São João da Boa Vista-Águas da Prata)
- SP-344 - Rodovia Vereador Rubens Leme Asprino - (Aguaí)
- SP-344 - Rodovia Dom Tomás Vaquero - (São João da Boa Vista)
- SP-344 - Rodovia Lourival Lindório de Faria - (Vargem Grande do Sul-Divinolândia-Caconde)
- SP-345 - Rodovia Engenheiro Ronan Rocha - (Franca-Itirapuã)
- SP-345 - Rodovia Prefeito Fábio Talarico - (Franca-SP-425)
- SP-346 - Rodovia Engenheiro Marcello de Oliveira Borges - (Espírito Santo do Pinhal-Santo Antônio do Jardim)Trecho da Rodovia dos Bandeirantes, administrada pela CCR AutoBAn, em São Paulo.
- SP-348 - Rodovia dos Bandeirantes  (São Paulo-Jundiaí-Campinas-Hortolândia-Santa Bárbara d'Oeste-Limeira-Cordeirópolis/SP-330)
- SP-349 - Rodovia Prefeito Francisco de Assis Bosquê - (Garça-Álvaro de Carvalho)
- SP-349 - Rodovia Mamede de Barreto - (Álvaro de Carvalho-Júlio Mesquita)
- SP-350 - Rodovia Deputado Eduardo Vicente Nasser - (Casa Branca-São José do Rio Pardo-Tapiratiba)
- SP-351 - Rodovia Altino Arantes - (Santo Antônio da Alegria-Morro Agudo)
- SP-351 - Rodovia Laureanous Brogna - (Morro Agudo-Bebedouro)
- SP-351 - Rodovia Comendador Pedro Monteleone - (Bebedouro-Catanduva)
- SP-352 - Rodovia Vereador Antônio Cazalini - (Amparo-Itapira)
- SP-352 - Rodovia Comendador Virgulino de Oliveira - (Itapira/SP-Jacutinga/MG)
- SP-353 - Rodovia Doutor Oswaldo Prudente Correa - (Bebedouro-Terra Roxa)
- SP-354 - Rodovia Edgard Máximo Zambotto - (Cajamar-Jarinu-Atibaia)
- SP-355 - Rodovia Maurício Goulart - (Bady Bassitt-Adolfo)
- SP-360 - Rodovia João Cereser - (Jundiaí-Itatiba)
- SP-360 - Rodovia Engenheiro Constâncio Cintra - (Itatiba-Amparo)
- SP-360 - Rodovia Engenheiro Geraldo Mantovani - (Amparo-Águas de Lindóia)
- SP-373 - Rodovia Dona Genoveva Lima de Carvalho Dias - (Morro Agudo-Jaborandi)
- SP-373 - Rodovia Antônio Bruno - (Jaborandi-Colina)
- SP-373 - Rodovia José Marcelino de Almeida - (Colina-Severínia)
- SP-375 - Rodovia Nelson Leopoldino - (Palmital)
- SP-377 - Rodovia Deputado Bady Bassitt - (Monte Aprazível-Tanabi)
- SP-379 - Rodovia Roberto Mário Perosa - (Uchoa-Urupês-Sales)
- SP-381 - Rodovia David Eid - (Lins-Sabino)
- SP-383 - Rodovia Miguel Gantus - (Herculândia-Queiroz)
- SP-385 - Rodovia Doutor William Amin - (Ituverava-Miguelópolis)
- SP-387 - Rodovia Transbrasiliana (BR-153) - (Divisa SP/MG - Icém - São José do Rio Preto - Guaiçara - Marília - Ourinhos - Divisa SP/PR)

### SP-413 até SP-487
- SP-413 - Rodovia Norival Pereira Mattos - (Miguelópolis)
- SP-419 - Rodovia Raul Forchero Casasco - (Penápolis-Alto Alegre-Luiziânia-Santópolis do Aguapeí)
- SP-421 - Rodovia José Bassil Dower - (Echaporã-Paraguaçu Paulista)
- SP-421 - Rodovia Vereador Miguel Deliberador - (Paraguaçu Paulista)
- SP-421 - Rodovia Prefeito Jorge Bassil Dower - (Paraguaçu Paulista-Iepê)
- SP-421 - Rodovia Rodolfo Ribeiro de Castro (Iepê-Taciba)
- SP-423 - Rodovia Luiz Delbem - (Nova Granada-Palestina)
- SP-425 - Rodovia Paulo Borges de Oliveira -(Miguelópolis-Guaíra)
- SP-425 - Rodovia Assis Chateaubriand -(Guaíra-São José do Rio Preto-Penápolis-Presidente Prudente-Pirapozinho-Itororó do Paranapanema)
- SP-427 - Rodovia Délcio Custódio da Silva - (São José do Rio Preto-Mirassolândia)
- SP-437 - Rodovia Michel Lamb - (Maracaí)
- SP-457 - Rodovia Brigadeiro Eduardo Gomes - (Iepê-Rancharia-Iacri)
- SP-461 - Rodovia Gabriel Melhado - (Bilac-Birigui)
- SP-461 - Rodovia Deputado Roberto Rollemberg - (Birigui-Turiúba)
- SP-461 - Rodovia Doutor Otaviano Cardoso Filho -  (Turiúba-Nhandeara)
- SP-461 - Rodovia Péricles Bellini - (Nhandeara-Votuporanga-Cardoso)
- SP-463 - Rodovia Deputado Jorge Maluly Netto (Clementina-Araçatuba)
- SP-463 - Rodovia Dr. Elyeser Montenegro Magalhães (Araçatuba - Auriflama - Jales)
- SP-463 - Rodovia Antônio Alduino (Jales - Ouroeste)
- SP-473 - Rodovia Fioravante Bellini - (Floreal-Gastão Vidigal)
- SP-473 - Rodovia Doutor Antônio Villela - (Gastão Vidigal-Nova Luzitânia)
- SP-479 - Rodovia Miguel Jabur-Elias - (Votuporanga-Pontes Gestal)
- SP-479 - Rodovia Frederico Pontes Gestal - (Pontes Gestal-Riolândia)
- SP-483 - Rodovia José Batista de Souza - (Regente Feijó-Taciba)
- SP-483 - Rodovia José Jacinto de Medeiros - (Taciba)
- SP-487 - s/d - (Regente Feijó)

### SP-501 até SP-595
- SP-501 - Rodovia Júlio Budiski - (Presidente Prudente-Santo Expedito-Irapuru)
- SP-527 - Rodovia Antônio Faria - (Fernandópolis-Macedônia)
- SP-527 - Rodovia Cândido Brasil Estrela - (Macedônia-Mira Estrela)
- SP-541 - Rodovia Doutor Plácido Rocha - (Adamantina-Valparaíso)
- SP-543 - Rodovia Percy Waldir Semeguini - (Fernandópolis-Guarani d'Oeste-Ouroeste)
- SP-557 - Rodovia Henrique Risso - (Turmalina-Urânia)
- SP-561 - Rodovia Jarbas de Moraes - (Jales-Santa Albertina)
- SP-561 - Rodovia Armindo Pilhalarmi - (Santa Albertina)
- SP-563 - Rodovia Euclides de Oliveira Figueiredo - (Teodoro Sampaio-Tupi Paulista-Andradina)
- SP-563 - s/d - (Andradina-Aparecida d'Oeste)
- SP-563 - Rodovia Euphly Jalles - (Aparecida d'Oeste-Jales)
- SP-595 - Rodovia Gerson Dourado de Oliveira - (Castilho-Ilha Solteira)
- SP-595 - Rodovia dos Barrageiros -  (Ilha Solteira-Suzanápolis)
- SP-595 - Rodovia Prefeito Ettore Bottura -  (Rubineia-Santa Fé do Sul)
- SP-595 - s/d -  (Santa Fé do Sul-Santa Rita d'Oeste)

### SP-613
- SP-613 - Rodovia Arlindo Bettio - (Teodoro Sampaio-Rosana)